# Llista d'episodis d'Inuyasha
|  | Aquest article tracta sobre els episodis de l'anime. Vegeu-ne altres significats a «Llista de capítols d'Inuyasha». |

Inuyasha (犬夜叉) és una sèrie d'anime basat en el manga del mateix nom de Rumiko Takahashi. Produït per Sunrise, la sèrie fou estrenada pel canal Animax el 16 d'octubre de 2000 i conclosa el 13 de setembre de 2004. Consta de 167 episodis mitja hora de duració cadascun dividits en 6 temporades. Posteriorment, es va emetre una última temporada que concloïa el final del manga anomenada InuYasha Kanketsu-Hen.
A Catalunya, la sèrie d'anime fou estrenada el 15 de setembre de 2003 pel canal K3, reemetent-se posteriorment pel Canal Super3. Des de 2023 s'emet al canal SX3.

## Temporades
| Temporada | Temporada | Episodis | Episodis | #  | #  | Dates d'emissió        | Dates d'emissió        | Dates d'emissió en català | Dates d'emissió en català |
| Temporada | Temporada | Episodis | Episodis | #  | #  | Primera emissió        | Última emissió         | Primera emissió           | Última emissió            |
| --------- | --------- | -------- | -------- | -- | -- | ---------------------- | ---------------------- | ------------------------- | ------------------------- |
|           | 1         | 1-27     | 1-27     | 27 | 27 | 16 d'octubre de 2000   | 21 de maig de 2001     | 15 de setembre de 2003    | 21 d'octubre de 2003      |
|           | 2         | 28-54    | 28-54    | 27 | 27 | 28 de maig de 2001     | 10 de desembre de 2001 | 31 de desembre de 2004    | 4 d'octubre de 2005       |
|           | 3         | 55-82    | 55-82    | 28 | 28 | 17 de desembre de 2001 | 12 d'agost de 2002     | 5 d'octubre de 2005       | 18 de novembre de 2005    |
|           | 4         | 83-110   | 83-110   | 28 | 28 | 19 d'agost de 2002     | 12 de maig de 2003     | 21 de novembre de 2005    | 3 de novembre de 2006     |
|           | 5         | 111-138  | 111-138  | 28 | 28 | 19 de maig de 2003     | 19 de gener de 2004    | 6 de novembre de 2006     | 15 de desembre de 2006    |
|           | 6         | 139-167  | 139-167  | 29 | 29 | 26 de gener de 2004    | 13 de setembre de 2004 | 18 de desembre de 2006    | 30 de gener de 2007       |
|           | 7         | 168-193  | 168-193  | 26 | 26 | 3 d'octubre de 2009    | 29 de març de 2010     | 5 de desembre de 2010     | 30 de gener de 2011       |

## Llista d'episodis
La següent llista inclou el títol i la data d'estrena de l'episodi en la seva versió original i la traduïda en català:

### Primera Temporada: episodis 1–27
La temporada consta d'un opening i dos endings. L'opening és "Change the World" de V6, en tots els 26 episodis. El primer ending és "My Will" cantada per Dream del primer episodi al 20. El segon ending és «Fukai Mori» (深い森) de Do As Infinity, utilitzat pels set últims episodis.
| Núm. total | Núm. de la temporada | Títol | Data d'emissió original | Data d'emissió en català |
| --- | -------------------- | --- | ----------------------- | ------------------------ |
| 1 | 1                    | La noia i el dimoni Toki o Koeta Shōjo to Fūinsareta Shōnen (時代 を越えた少女と封印された少年)                                                 | 16 d'octubre de 2000    | 15 de setembre de 2003   |
| La Kagome és una adolescent normal i corrent que, de sobte, va a parar al passat, a un país ple de dimonis i d'intrigues, coneix l'Inuyasha, un ésser meitat humà i meitat dimoni, i l'allibera d'un encanteri.                |                      | |                         |                          |
| 2 | 2                    | Els lladres de l'esfera Shikon no Tama o Nerau Monotachi (四魂の玉を狙う者たち)                                                                 | 23 d'octubre de 2000    | 16 de setembre de 2003   |
| L'Inuyasha intenta matar la Kagome però és dominat immediatament per un encanteri molt ximple. L'Esfera dels quatre esperits, una joia sagrada, queda fragmentada i escampada per tot el planeta.                              |                      | |                         |                          |
| 3 | 3                    | El camí de retorn a través del pou Honekui no Ido kara Tadaima! (骨喰いの井戸からただいまっ！)                                                  | 30 d'octubre de 2000    | 17 de setembre de 2003   |
| En aquest episodi, apareix la temible Yura. La Kagome torna al seu món normal i espera no veure mai més els dimonis. |                      | |                         |                          |
| 4 | 4                    | Yura, el dimoni dels cabells Sakasagami no Yōma Yūra (逆髪の妖魔 結羅)                                                                          | 6 de novembre de 2000   | 18 de setembre de 2003   |
| L'Inuyasha entra al món de la Kagome i se la torna a endur perquè s'enfronti a la Yura, que demostra ser molt poderosa però, finalment, és derrotada.                                                                          |                      | |                         |                          |
| 5 | 5                    | Sesshomaru, el príncep glacial dels dimonis Senritsu no Kikōshi Sesshōmaru (戦慄の貴公子 殺生丸)                                                | 13 de novembre de 2000  | 19 de setembre de 2003   |
| En Sesshomaru, el germà dolent de l'Inuyasha, vol saber on està enterrat el seu pare. Com que l'Inuyasha no ho sap, decideix descobrir-ho mitjançant els seus ardits.                                                          |                      | |                         |                          |
| 6 | 6                    | Tessaiga, l'espasa demoníaca Bukimi na Yōtō Tessaiga (不気味な妖刀 鉄砕牙)                                                                      | 20 de novembre de 2000  | 22 de setembre de 2003   |
| Tothom va a visitar la tomba del pare de l'Inuyasha. La Kagome és l'única que pot arrencar l'espasa màgica Tetsusaiga de la roca on està clavada. Un cop l'ha desclavada, la dona a l'Inuyasha perquè s'enfronti al seu germà. |                      | |                         |                          |
| 7 | 7                    | Un combat terrible: Sesshomaru contra Tessaiga Gekitaiketsu! Sesshōmaru tai Tessaiga! (激対決！ 殺生丸ＶＳ鉄砕牙!!)                             | 27 de novembre de 2000  | 23 de setembre de 2003   |
| L'Inuyasha fa fugir el seu germà amb la Tessaiga, que s'ha transformat misteriosament en una arma molt més poderosa. |                      | |                         |                          |
| 8 | 8                    | El gripau Tsukumu, el príncep dimoni Tono Yōkai Tsukumo no Gama (殿様妖怪 九十九の蝦蟇)                                                         | 4 de desembre de 2000   | 24 de setembre de 2003   |
| L'Inuyasha i companyia coneixen en Nobunaga, que ha d'alliberar una princesa d'un príncep que s'ha convertit en un gripau gegant.                                                                                              |                      | |                         |                          |
| 9 | 9                    | L'arribada d'en Shippo. Els germans Raiju, en Hiten i en Manten Shippō Tōjō! Raijū Kyōdai Manten Hiten (七宝登場！ 雷獣兄弟 飛天満天!)          | 11 de desembre de 2000  | 25 de setembre de 2003   |
| En Shippo és un divertit dimoni guineu que vol venjar la mort del seu pare a mans dels germans Tro, que són uns dimonis molt poderosos.                                                                                        |                      | |                         |                          |
| 10 | 10                   | Un combat a vida o mort. La llança del llamp contra la Tessaiga Yōtō Gekitotsu! Raigekijin tai Tessaiga (妖刀激突! 雷撃刃VS鉄砕牙!!)            | 18 de desembre de 2000  | 26 de setembre de 2003   |
| L'Inuyasha s'enfronta als germans Tro amb la Tessaiga, els derrota i recupera els seus trossos de l'esfera dels 4 esperits. |                      | |                         |                          |
| 11 | 11                   | Perill al present. La màscara de la maledicció Gendai ni Yomigaeru Noroi no Nōmen (現代によみがえる呪いの能面)                                  | 15 de gener de 2001     | 29 de setembre de 2003   |
| Un poderós dimoni en forma de màscara sembra el caos en el món de Kagome. |                      | |                         |                          |
| 12 | 12                   | Tatarimokke i el petit esperit maligne Tatari Mokke to Chiisana Akuryō (タタリモッケと小さな悪霊)                                               | 22 de gener de 2001     | 30 de setembre de 2003   |
| Una noia que s'acaba de morir es passeja pel món de la Kagome i espanta la seva mare i el seu germà. La Kagome intenta apaivagar la seva fúria.                                                                                |                      | |                         |                          |
| 13 | 13                   | L'enigma de la lluna nova: l'Inuyasha de cabells negres Shingetsu no Nazo! Kurogami no Inuyasha (新月の謎 黒髪の犬夜叉)                         | 29 de gener de 2001     | 1 d'octubre de 2003      |
| En aquest episodi es coneixen els poderosos dimonis kumogashira i es veu, per primera vegada, l'Inuyasha en forma humana. |                      | |                         |                          |
| 14 | 14                   | El robatori de les cendres de la Kikyō Nusumareta Kikyō no Reikotsu (盗まれた桔梗の霊骨)                                                        | 5 de febrer de 2001     | 2 d'octubre de 2003      |
| La malvada bruixa Kijo roba les cendres de Kikyō. Què en deu voler fer? |                      | |                         |                          |
| 15 | 15                   | La sacerdotessa desventurada. El retorn de la Kikyō Hiun no Miko Kikyō Fukkatsu (悲運の巫女 桔梗復活)                                           | 12 de febrer de 2001    | 3 d'octubre de 2003      |
| La Kijo ressuscita la Kikyō, que està furiosa amb l'Inuyasha. |                      | |                         |                          |
| 16 | 16                   | El remolí a la mà dreta. Miroku, el monjo esgarriat Migi Te ni Kazaana Furyō Hōshi Miroku (右手に風穴 不良法師 弥勒)                            | 19 de febrer de 2001    | 6 d'octubre de 2003      |
| En Miroku és un monjo a qui li agraden molt les noies i les pertinences dels altres. |                      | |                         |                          |
| 17 | 17                   | La tinta sangonosa del pintor infernal Jigoku Eshi no Kegareta Sumi (地獄絵師の汚れた墨)                                                        | 26 de febrer de 2001    | 7 d'octubre de 2003      |
| Un pintor que té un tros de l'esfera dels 4 esperits dona vida als dibuixos que fa i sembra la mort i la destrucció. |                      | |                         |                          |
| 18 | 18                   | L'aliança d'en Sesshomaru i en Naraku Te o Kunda Naraku to Sesshōmaru (手を組んだ奈落と殺生丸)                                                  | 5 de març de 2001       | 8 d'octubre de 2003      |
| El dimoni Naraku fa una proposta atractiva a en Sesshomaru: li ofereix la possibilitat que Tetsusaiga sigui seva. |                      | |                         |                          |
| 19 | 19                   | L'adéu de la Kagome, el retorn al present Kaere, Kagome! Omae no Jidai ni (帰れ、かごめ！ お前の時代に)                                         | 12 de març de 2001      | 9 d'octubre de 2003      |
| L'Inuyasha torna a derrotar en Sesshomaru, li agafa els trossos de l'esfera dels 4 esperits a la Kagome i l'envia a la seva època.                                                                                             |                      | |                         |                          |
| 20 | 20                   | El malvat de la cova. El misteri de l'Onigumo Asamashiki Yatō, Onigumo no Nazo (あさましき野盗 鬼蜘蛛の謎)                                      | 19 de març de 2001      | 10 d'octubre de 2003     |
| L'Onigumo és un misteriós humà que sembla que té alguna relació amb en Naraku. |                      | |                         |                          |
| 21 | 21                   | La veritat dels orígens d'en Naraku. L'ànima de la Kikyō Naraku no Shinjitsu ni Semaru Kikyō no Tamashii Zenpen (奈落の真実に迫る桔梗の魂 前編) | 9 d'abril de 2001       | 13 d'octubre de 2003     |
| En Naraku li explica a la Kaede, amb tots els detalls, quina és la seva relació amb l'humà Onigumo. |                      | |                         |                          |
| 22 | 22                   | El somriure malvat. La Kikyō entre la vida i la mort Naraku no Shinjitsu ni Semaru Kikyō no Tamashii Kōhen (奈落の真実に迫る桔梗の魂 後編)      | 9 d'abril de 2001       | 14 d'octubre de 2003     |
| L'esperit de la Kikyo continua voltant pel món i es dedica a robar ànimes de dones mortes. |                      | |                         |                          |
| 23 | 23                   | La veu de la Kagome i el petó de la Kikyō Kagome no Koe to Kikyō no Kuchizuke (かごめの声と桔梗の口づけ)                                        | 16 d'abril de 2001      | 15 d'octubre de 2003     |
| La Kikyō li ofereix a l'Inuyasha la possibilitat de quedar-se amb ella... per sempre. A la Kagome no li agrada gens ni mica la idea.                                                                                           |                      | |                         |                          |
| 24 | 24                   | Els exterminadors de dimonis. L'arribada de la Sango Yōkaitaijiya, Sango Tōjō! (妖怪退治屋 珊瑚登場！)                                          | 23 d'abril de 2001      | 16 d'octubre de 2003     |
| Aquest episodi narra la història tràgica de la Sango i el poble de Taijiya. |                      | |                         |                          |
| 25 | 25                   | La lluita contra el complot d'en Naraku Naraku no Bōryaku o Uchi Yabure! (奈落の謀略をうち破れ！)                                               | 7 de maig de 2001       | 17 d'octubre de 2003     |
| La Sango descobreix la veritat sobre l'Inuyasha i la gran complexitat de les maquinacions d'en Naraku. |                      | |                         |                          |
| 26 | 26                   | La revelació del secret de l'esfera dels 4 esperits Tsui ni Akasareta Shikon no Himitsu (ついに明かされた四魂の秘密)                            | 14 de maig de 2001      | 20 d'octubre de 2003     |
| Mentre busquen el castell d'en Naraku, l'Inuyasha i la Kagome descobreixen el secret de l'esfera dels quatre esperits. Les revelacions els arribaran per un nou camí ple de perills.                                           |                      | |                         |                          |
| 27 | 27                   | El llac de la penombra regnat pel rei aquàtic Suijin ga Shihaisuru Yami no Mizūmi (水神が支配する闇の湖)                                        | 21 de maig de 2001      | 21 d'octubre de 2003     |
| L'Inuyasha i els seus companys ajuden uns camperols que han estat víctimes de les inundacions. El culpable d'aquesta catàstrofe és un malèfic déu de l'aigua.                                                                  |                      | |                         |                          |

### Segona Temporada: episodis 28–54
L'opening "Change the World" de V6 segueix fins l'episodi 33 quan canvia pel segon opening: "I Am" de Hitomi de l'episodi 34 al 54. L'ending «Fukai Mori» (深い森) de Do As Infinity segueix de l'episodi 28 al 41. El tercer ending és "Dearest" de l'Ayumi Hamasaki del 42 al 54.
| Núm. total | Núm. de la temporada | Títol | Data d'emissió original | Data d'emissió en català |
| --- | -------------------- | --- | ----------------------- | ------------------------ |
| 28 | 1                    | En Miroku atrapat en una trampa mortal Kakokuna Wana ni Kakatta Miroku (過酷な罠にかかった弥勒)                                                                                       | 28 de maig de 2001      | 31 de desembre de 2004   |
| En Miroku visita al seu pare adoptiu i descobreix que ha estat posseït per un dimoni. L'Inuyasha i la resta hauran d'ajudar el monjo. |                      | |                         |                          |
| 29 | 2                    | El patiment de la Sango i la vida d'en Kohaku Sango no Kunō to Kohaku no Inochi (珊瑚の苦悩と琥珀の命)                                                                                | 4 de juny de 2001       | 3 de gener de 2005       |
| En Naraku s'apropia de l'ànima d'en Kohaku, el germà de la Sango, que ha perdut la vida, i obliga l'exterminadora de dimonis a trair els seus amics. |                      | |                         |                          |
| 30 | 3                    | L'espasa robada i l'encontre al castell d'en Naraku Nusumareta Tessaiga Taiketsu Naraku no Shiro! (盗まれた鉄砕牙 対決 奈落の城!)                                                     | 11 de juny de 2001      | 4 de gener de 2005       |
| El robatori de l'espasa d'Ullal de Ferro porta a l'Inuyasha i els seus amics fins al castell d'en Naraku. La Sango s'enfrontarà amb en Naraku per recuperar l'ànima del seu germà. |                      | |                         |                          |
| 31 | 4                    | En Jinenji, un pobre gegant de bona fe Kokoroyasashiki Aishū no Jinenji (心優しき哀愁の地念児)                                                                                        | 18 de juny de 2001      | 5 de gener de 2005       |
| L'Inuyasha i la Kagome tracten de descobrir quin ha estat el dimoni culpable d'una massacre en un poble. Tot apunta que l'autor de la tragèdia ha estat un nen dimoni anomenat Jinenji.                                                                                                 |                      | |                         |                          |
| 32 | 5                    | La Kikyo i l'Inuyasha caiguts en l'ànima maligna Jaki ni Ochita Kikyō to Inuyasha (邪気に落ちた桔梗と犬夜叉)                                                                          | 25 de juny de 2001      | 6 de gener de 2005       |
| El grup investiga l'interior d'una muntanya que es troba plena de dimonis. Allà es trobaran amb la Kikyo, que intenta escapar-se de les urpes d'en Naraku. |                      | |                         |                          |
| 33 | 6                    | La Kikyō i en Naraku, capturats Torawareta Kikyō to Naraku (囚われた桔梗と奈落) | 3 de juliol de 2001     | 7 de gener de 2005       |
| L'Inuyasha i els seus companys segueixen en Naraku fins al castell. Un cop allà, en Naraku alliberarà un encís que els farà enfrontar-se a les seves pitjors pors. |                      | |                         |                          |
| 34 | 7                    | L'espasa d'Ullal de Ferro i l'espasa d'Ullal Revifador Tenseiga to Tessaiga (天生牙と鉄砕牙)                                                                                          | 9 de juliol de 2001     | 7 de gener de 2005       |
| En Sesshomaru persegueix un ancià anomenat Totosai. Aquest li diu a l'Inuyasha que ha forjat una poderosa espasa per al seu germanastre: l'Ullal Celestial! |                      | |                         |                          |
| 35 | 8                    | L'autèntic amo de la gran espasa / El veritable amo de la gran espasa Meitō ga Erabu Shin no Tsukai Te (名刀が選ぶ真の使い手)                                                         | 16 de juliol de 2001    | 10 de gener de 2005      |
| L'Inuyasha i en Sesshomaru s'enfronten en un combat a mort. L'única oportunitat de l'Inuyasha de guanyar passa per dominar la tècnica del "Vent tallant". |                      | |                         |                          |
| 36 | 9                    | En Koga, un home llop rapidíssim, rapta la Kagome / La Kagome raptada per en Koga, home llop de gran velocitat Kagome Ryakudatsu! Chōsoku no Yōrō Kōga! (かごめ略奪! 超速の妖狼 鋼牙) | 23 de juliol de 2001    | 11 de gener de 2005      |
| El grup es troba cara a cara amb en Koga, un dimoni llop molt arrogant. Aquest dimoni segresta la Kagome després de descobrir que és capaç de detectar els fragments de l'esfera. |                      | |                         |                          |
| 37 | 10                   | Enamorat de la Kagome Kagome ni Horeta Aitsu (かごめに惚れたあいつ) | 30 de juliol de 2001    | 12 de gener de 2005      |
| En Koga està disposat a fer fora l'Inuyasha per guanyar-se el cor de la Kagome. Tots dos es veuran obligats a lluitar junts contra els dimonis-ocell. |                      | |                         |                          |
| 38 | 11                   | Els sentiments comuns a distància Hanarete Kayou Futari no Kimochi (はなれて通うふたりの気持ち)                                                                                       | 6 d'agost de 2001       | 13 de gener de 2005      |
| De tornada al present, la Kagome segueix afectada per la discussió que ha tingut amb l'Inuyasha. Per la seva banda, l'Inuyasha decideix viatjar a la nostra època per disculpar-se. |                      | |                         |                          |
| 39 | 12                   | La lluita mortal Shikumareta Shitō (仕組まれた死闘) | 13 d'agost de 2001      | 14 de gener de 2005      |
| Seguint a un dimoni, l'Inuyasha i els seus amics arriben fins al castell d'en Naraku. És precisament allà on una misteriosa bruixa els ha preparat una trampa mortal. |                      | |                         |                          |
| 40 | 13                   | La trampa fascinant de la Kagura, la maga del vent Kazetsukai Kagura no Yōennaru Wana (風使い神楽の妖艶なる罠)                                                                        | 20 d'agost de 2001      | 17 de gener de 2005      |
| Enganyat per la Kagura, en Koga vol desfer-se de l'Inuyasha per venjar els seus camarades. El seu poder incrementat posarà l'Inuyasha entre les cordes. |                      | |                         |                          |
| 41 | 14                   | El ball de la Kagura i el mirall de la Kanna Kagura no Mai to Kanna no Kagami (神楽の舞と神無の鏡)                                                                                    | 27 d'agost de 2001      | 18 de gener de 2005      |
| En Miroku es retroba amb una joveneta a la que està unit per una relació molt especial. Una nova filla d'en Naraku, la Kanna, roba l'ànima de la noia. |                      | |                         |                          |
| 42 | 15                   | La ferida del vent destruïda Yaburareta Kaze no Kizu (破られた風の傷) | 3 de setembre de 2001   | 19 de gener de 2005      |
| El mirall de la Kanna és capaç de reflectir l'atac de qualsevol a la seva contra. L'Inuyasha sofrirà els efectes del devastador "Vent tallant". |                      | |                         |                          |
| 43 | 16                   | Es trenca l'espasa d'Ullal Tsui ni Oreta Tessaiga! (ついに折れた鉄砕牙!) | 10 de setembre de 2001  | 21 de gener de 2005      |
| Després de poder preguntar a la Kikyo pels motius de la seva traïció, l'Inuyasha haurà d'enfrontar-se a un nou fill d'en Naraku: el poderós Goshinki. |                      | |                         |                          |
| 44 | 17                   | L'espasa malvada d'en Kaijimbo Kaijinbō no Jaaku na Tsurugi (灰刃坊の邪悪な剣) | 17 de setembre de 2001  | 24 de gener de 2005      |
| En Totosai ha d'afanyar-se a arreglar l'Ullal de Ferro, abans que un deixeble seu armat amb la poderosa espasa Tokijin acabi amb l'Inuyasha. |                      | |                         |                          |
| 45 | 18                   | En Sesshomaru i el déu del dimoni combatent Sesshōmaru, Tōkijin o Furū (殺生丸、闘鬼神を振るう)                                                                                       | 8 d'octubre de 2001     | 25 de gener de 2005      |
| En Sesshomaru armat amb la poderosa Tokijin lluita contra un l'Inuyasha que encara no s'ha adaptat del tot al pes de la nova espasa Ullal de Ferro. |                      | |                         |                          |
| 46 | 19                   | En Juromaru i en Kageromaru Jūrōmaru to Kagerōmaru (獣郎丸と影郎丸) | 15 d'octubre de 2001    | 26 de gener de 2005      |
| L'Inuyasha i en Koga es veuen obligats a formar equip per tal de vèncer els dos nous fills d'en Naraku: el gran Juromaru i en Kageromaru. |                      | |                         |                          |
| 47 | 20                   | Els sentiments de l'aranya diabòlica que du en Naraku Naraku ni Nokoru Onigumo no Kokoro (奈落に残る鬼蜘蛛の心)                                                                       | 22 d'octubre de 2001    | 27 de gener de 2005      |
| La Kikyo descobreix que en Naraku conserva el cor de l'Onigumo, que encara estima a la sacerdotessa. La Kikyo i l'Inuyasha es retroben una vegada més. |                      | |                         |                          |
| 48 | 21                   | Vull tornar al lloc que ens vam conèixer Deatta Basho ni Kaeritai! (出会った場所に帰りたい!)                                                                                          | 29 d'octubre de 2001    | 28 de gener de 2005      |
| La Kagome convençuda de que no pot competir contra la Kikyo per l'amor de l'Inuyasha, decideix tornar al present. L'Inuyasha anirà darrera d'ella. |                      | |                         |                          |
| 49 | 22                   | La memòria d'en Kohaku Ushinawareta Kohaku no Kioku (失われた琥珀の記憶) | 5 de novembre de 2001   | 31 de gener de 2005      |
| Un grup de dimonis volen prendre a un Kohaku totalment amnèsic el fragment de l'esfera que el manté viu, el grup decideix ajudar-lo. |                      | |                         |                          |
| 50 | 23                   | No em puc treure aquella cara del cap Ano Kao ga Kokoro kara Kienai (あの顔が心から消えない)                                                                                          | 12 de novembre de 2001  | 2 de febrer de 2005      |
| Seguint ordres d'en Naraku, en Kohaku es disposa a eliminar a la Kagome. La Sango s'enfrontarà al seu germà i es veurà obligada a prendre una difícil decisió. |                      | |                         |                          |
| 51 | 24                   | La sang de dimoni es menja el sentiment de l'Inuyasha Kokoro o Kuwareta Inuyasha (心を喰われた犬夜叉)                                                                                 | 19 de novembre de 2001  | 3 de febrer de 2005      |
| En Sesshomaru descobreix, gràcies a un arbre que parla, que la funció de l'Ullal de Ferro és evitar que l'Inuyasha sigui posseït per la seva part demoníaca. |                      | |                         |                          |
| 52 | 25                   | L'instint de dimoni no es pot aturar Tomerarenai! Yōkai no Honshou (止められない! 妖怪の本性)                                                                                         | 26 de novembre de 2001  | 4 de febrer de 2005      |
| La pèrdua de l'Ullal de Ferro provoca que l'Inuyasha es transformi en un dimoni complet. En Sesshomaru va a buscar el seu germanastre per posar a prova el seu poder i comença una gran batalla.                                                                                        |                      | |                         |                          |
| 53 | 26                   | En Ryokotsusei, l'enemic mortal del pare Chichi no Shukuteki - Ryūkotsusei (父の宿敵 竜骨精)                                                                                          | 3 de desembre de 2001   | 3 d'octubre de 2005      |
| En Totosai explica a l'Inuyasha que podrà tornar a dominar bé la Tessaiga si la clava al cor d'en Ryukotsusei, que és el dimoni que va ferir de mort el seu pare. En un intent de matar l'Inuyasha, en Naraku desperta en Ryukotsusei, que s'enfronta amb l'Inuyasha en un duel a mort. |                      | |                         |                          |
| 54 | 27                   | El destructor del corrent explosiu Tetsusaiga no Ougi - Bakuryūha (鉄砕牙の奥義 爆流破)                                                                                               | 10 de desembre de 2001  | 4 d'octubre de 2005      |
| L'Inuyasha derrota en Ryukotsusei amb l'atac més letal de la Tessaiga. |                      | |                         |                          |

### Tercera Temporada: episodis 55–82
Els openings d'aquesta temporada van ser "I Am" de Hitomi pels episodis 55 a 64 i el tercer opening «Owarinai Yume» (終わりない夢) de la cantant Nanase Aikawa pels episodis 65 a 82. Els endings eren "Dearest" d'Ayumi Hamasaki pels episodis 55 al 60 i «Every Heart (Minna no Kimochi)» ((Every Heart -ミンナノキモチ-)) de BoA pels episodis 61 al 82.
| Núm. total | Núm. de la temporada | Títol | Data d'emissió original | Data d'emissió en català |
| --- | -------------------- | --- | ----------------------- | ------------------------ |
| 55 | 1                    | La flor de pedra i el primer amor d'en Shippo Ishi no Hana to Shippō no Hatsukoi (石の花と七宝の初恋)               | 17 de desembre de 2001  | 5 d'octubre de 2005      |
| En Shippo s'enamora de la Satsuki, que pretén ressuscitar el seu germà mort amb un fragment fals de l'Esfera. |                      | |                         |                          |
| 56 | 2                    | La seducció de la bella misteriosa Kiri no Oku ni Bijo no Yuuwaku (霧の奥に美女の誘惑)                              | 14 de gener de 2002     | 6 d'octubre de 2005      |
| Després de descobrir que tots els homes d'un poble han estat encantats per una preciosa princesa dimoni, en Miroku va al rescat en solitari, però tenint present la seva debilitat per les dones, el desastre sembla assegurat... |                      | |                         |                          |
| 57 | 3                    | Tot va passar a la nit a l'Arcàdia (1ª part) Subete wa Tōgenkyō no Yoru ni (Zenpen) (すべては桃源郷の夜に 前編)     | 21 de gener de 2002     | 7 d'octubre de 2005      |
| L'Inuyasha i els seus amics es troben amb un arbre demoníac del qual creixen fruites amb rostre humà. L'arbre pertany a un mag amb poders misteriosos que fa servir els fluids dels éssers humans per destil·lar la fórmula de la vida eterna. |                      | |                         |                          |
| 58 | 4                    | Tot va passar a la nit a l'Arcàdia (2ª part) Subete wa Tōgenkyō no Yoru ni (Kōhen) (すべては桃源郷の夜に 後編)      | 28 de gener de 2002     | 10 d'octubre de 2005     |
| Després que la lluna plena li hagi fet tornar a la seva forma humana, l'Inuyasha cau a les mans d'un bruixot malèfic, que pretén fer-lo servir com a aliment per al seu arbre. La Kagome, en Miroku i en Shippo van al rescat del seu debilitat amic. |                      | |                         |                          |
| 59 | 5                    | Les belles germanes es fan deixebles Bishōjo Shimai no Deshiiri Shigan (美少女姉妹の弟子入り志願)                   | 4 de febrer de 2002     | 11 d'octubre de 2005     |
| Mentre la Sango és al seu poble per arreglar el Hiraikotsu, es troba amb dues germanes que li demanen que els ensenyi totes les tècniques dels exterminadors de dimonis. |                      | |                         |                          |
| 60 | 6                    | La sacerdotessa negra i la seva maledicció de cinquanta anys Kuro Miko Gojūnen no Noroi (黒巫女 五十年の呪い)       | 11 de febrer de 2002    | 12 d'octubre de 2005     |
| En Naraku aconsegueix que la Tsubaki, una sacerdotessa sinistra que fa cinquanta anys que li té rancúnia a la Kikyo, l'ajudi a segrestar la Kagome i fer-la servir d'esquer per matar l'Inuyasha. |                      | |                         |                          |
| 61 | 7                    | La Kikyo torna davant la domadora del missatger de l'infern Arawareta Kikyō Shikigami Tsukai (現れた桔梗と式神使い) | 18 de febrer de 2002    | 13 d'octubre de 2005     |
| Després de lluitar amb la Kikyo, la Tsubaki s'enfronta amb l'Inuyasha i els altres. |                      | |                         |                          |
| 62 | 8                    | La maledicció incessant de la Tsubaki Sokoshirene Tsubaki no Jubaku (底知れぬ椿の呪縛)                              | 4 de març de 2002       | 14 d'octubre de 2005     |
| La Kagome mira d'alliberar-se de la maledicció que li ha fet la Tsubaki mentre l'Inuyasha i els altres continuen lluitant contra la Tsubaki i el seu exèrcit de dimonis. |                      | |                         |                          |
| 63 | 9                    | Les sacerdotesses, blanca i vermella, que impedeixen el camí Ikute o Habamu Kōhaku Miko (行く手を阻む紅白巫女)      | 11 de març de 2002      | 17 d'octubre de 2005     |
| La Tsubaki enganya dues sacerdotesses perquè ataquin l'Inuyasha i el seu grup. Tot i que són aparentment inofensives, els acaben portant problemes amb dues còpies gegants de l'Inuyasha i la Kagome. |                      | |                         |                          |
| 64 | 10                   | El diable gegantí de la torre prohibida Tahōtō no Kyodai na Oni (多宝塔の巨大な鬼)                                  | 18 de març de 2002      | 18 d'octubre de 2005     |
| La Tsubaki s'escapa a través d'una pagoda prohibida i el grup de l'Inuyasha la persegueix amb l'ajuda de dues sacerdotesses. Tanmateix, la Sacerdotessa Obscura allibera un ogre gegant perquè l'ajudi a matar l'Inuyasha. |                      | |                         |                          |
| 65 | 11                   | Adéu a la flor de la vida Saraba Seishun no Hibi (さらば青春の日々)                                                 | 8 d'abril de 2002       | 20 d'octubre de 2005     |
| La Kagome contempla atònita com l'Inuyasha, en Miroku i la Sango comencen a comportar-se de forma inusual després de ser posseïts per un estrany dimoni. Per la seva part, en Myoga ha de lluitar contra el menyspreu d'una vella coneguda. |                      | |                         |                          |
| 66 | 12                   | La barrera màgica d'en Naraku i la decisió de la Kagura Naraku no Kekkai Kagura no Kesshin (奈落の結界 神楽の決心)  | 15 d'abril de 2002      | 21 d'octubre de 2005     |
| La Kagome mira d'alliberar-se de la maledicció que li ha fet la Tsubaki mentre l'Inuyasha i els altres continuen lluitant contra la Tsubaki i el seu exèrcit de dimonis. |                      | |                         |                          |
| 67 | 13                   | La ventada de la traïció Fukiareru Uragiri no Kaze (吹き荒れる裏切りの風)                                           | 22 d'abril de 2002      | 24 d'octubre de 2005     |
| Després que en Sesshomaru rebutja l'oferta per acabar amb en Naraku, la Kagura ataca el grup de l'Inuyasha. Durant el combat, la Kagura descobreix el secret de l'Inuyasha, però decideix no explicar-li res a en Naraku. |                      | |                         |                          |
| 68 | 14                   | La carta de desafiament furiós per en Shippo Shippō e Ikari no Chosenjō (七宝へ怒りの挑戦状)                        | 6 de maig de 2002       | 25 d'octubre de 2005     |
| Un misteriós dimoni que és l'últim supervivent de la tribu del raig es presenta davant d'en Shippo. El jove dimoni guineu és desafiat en un combat: no té cap altra sortida que acceptar-lo. |                      | |                         |                          |
| 69 | 15                   | El terror de l'home sense cara Kao no Nai Otoko no Kyōfu (顔のない男の恐怖)                                         | 13 de maig de 2002      | 26 d'octubre de 2005     |
| El maligne Naraku allibera una nova amenaça contra els nostres amics: un dimoni sense rostre nascut de la seva pròpia carn que roba la identitat dels altres. Òbviament, el seu principal objectiu no podria ser un altre que el mateix Inuyasha. |                      | |                         |                          |
| 70 | 16                   | Es recupera la memòria de l'Aranya Diabòlica Yomigaetta Onigumo no Kioku (よみがえった鬼蜘蛛の記憶)                 | 20 de maig de 2002      | 27 d'octubre de 2005     |
| La Kagura es presenta davant de l'Inuyasha i li diu que el dimoni sense rostre es troba a la cova on la Kikyo i l'Onigumo es van amagar fa 50 anys. Allà, el dimoni sense rostre s'ha vist atrapat pels records de l'Onigumo. |                      | |                         |                          |
| 71 | 17                   | El final de la triple lluita mortal Mitsudomoe no Shitō no Hate (三つ巴の死闘の果て)                                | 27 de maig de 2002      | 28 d'octubre de 2005     |
| En Naraku mira de reabsorbir en Muso. |                      | |                         |                          |
| 72 | 18                   | Les proves estrambòtiques d'en Totosai Tōtōsai no Kimyō na Shiren (刀々斎の珍妙な試練)                              | 3 de juny de 2002       | 31 d'octubre de 2005     |
| L'Inuyasha vol destruir la barrera màgica d'en Naraku, així que es presenta davant d'en Totosai perquè l'entreni. Allà també coneix a un altre dimoniet que també s'està entrenant per aconseguir el mateix. |                      | |                         |                          |
| 73 | 19                   | La Shiori i la mare, i els sentiments de l'Inuyasha Shiori Ayako to Aitsu no Kimochi (紫織母子とアイツの気持ち)     | 10 de juny de 2002      | 3 de novembre de 2005    |
| Per poder trencar la barrera d'en Naraku, l'Inuyasha ha de fer més forta la Tessaiga i, per aconseguir-ho, ha de fer-li absorbir la sang del dimoni ratpenat que protegeix el cau que hi ha al costat d'un escut molt poderós. Però la situació canvia quan l'Inuyasha i els altres hi arriben, perquè resulta que el dimoni que protegia l'escut és mort i ara se n'ha d'encarregar la seva filla, que és una nena semidimoni. L'Inuyasha no pot parar de recordar que malament que ho va passar de petit.                 |                      | |                         |                          |
| 74 | 20                   | L'espasa d'Ullal de Ferro rogent destrueix la barrera màgica Kekkai Yaburu Akai Tessaiga (結界破る赤い鉄砕牙)       | 17 de juny de 2002      | 4 de novembre de 2005    |
| Els ratpenats volen destruir el poble de la Shiori, l'Inuyasha ho impedeix, fent parlar l'avi de la nena, que confessa haver matat el seu pare. Finalment, com l'Inuyasha no vol matar la nena per enfortir l'espasa, està disposat a anar-se'n, però la Shiori li diu que trenqui la bola que ella porta per tal de complir el seu desig. |                      | |                         |                          |
| 75 | 21                   | El complot dels quatre grans lleopards Hyōneko Shitennō no Inobu (豹猫四天王の陰謀)                                 | 24 de juny de 2002      | 7 de novembre de 2005    |
| Un grup de gats dimoni que busquen els fragments de l'Esfera ataquen l'Inuyasha i els seus companys... |                      | |                         |                          |
| 76 | 22                   | Els objectius són en Sesshomaru i l'Inuyasha! Tāgetto wa Sesshōmaru to InuYasha (標的は殺生丸と犬夜叉!)             | 1 de juliol de 2002     | 8 de novembre de 2005    |
| Els gats es fan enrere en veure'l, i tot d'una surt en Miyoga i els explica què hi té a veure en Sesshomaru amb tot plegat. El pare de l'Inuyasha i en Sesshomaru s'havien enfrontat contra els gats dimoni cinquanta anys enrere. En Royakan també s'hi va veure implicat. Entre tots van aconseguir derrotar-los, i per això ara els dimonis gat miren de venjar-se'n. En Koga se'n va a buscar la Kagome, igual que l'Inuyasha, mentre la Sango i en Miroku la busquen per una altra banda.                              |                      | |                         |                          |
| 77 | 23                   | El clan dels lleopards i les dues espases d'Ullal Hyōnekozoku to Futatsu no Kiba no Ken (豹猫族とふたつの牙の剣)    | 8 de juliol de 2002     | 9 de novembre de 2005    |
| En Shippo i en Miyoga busquen els seus companys perduts, però no se'n surten. En Sesshomaru continua lluitant contra els gats, i encara n'arriben més per ajudar els seus germans. Els dimonis queden molt sorpresos de veure que, tot i haver perdut un braç des de la seva última batalla, en Sesshomaru continua en plena forma. Els altres dimonis fan servir unes il·lusions per enganyar en Jaken i l'Inuyasha, però en Jaken fa servir el Bastó dels Caps per dissipar les imatges.                                  |                      | |                         |                          |
| 78 | 24                   | La Sango, la dona de la meva vida Sango Mezashite, Onrī Yū (珊瑚目指してオンリーユー)                               | 15 de juliol de 2002    | 11 de novembre de 2005   |
| Durant un dels seus viatges, el grup es troba amb un home que sembla que coneix la Sango. Li demana ajut per exterminar un dimoni os que assetja el seu castell. Aviat la colla es troba amb el senyor del castell, en Takeda Kuranosuke, que explica a la Sango que sis anys abans ella va ajudar a exterminar un altre dimoni. Diu que va quedar tan impressionat que se'n va enamorar i li demana si es vol casar amb ell. Llavors la Kagome pensa que és el moment de fer confessar a en Miroku que li agrada la Sango. |                      | |                         |                          |
| 79 | 25                   | En Jaken vol l'espasa d'Ullal de Ferro Jaken no Tessaiga bun Torisakusen (邪見の鉄砕牙ブン取り作戦)                 | 22 de juliol de 2002    | 14 de novembre de 2005   |
| La Rin fa una pregunta a en Jaken que l'obliga a qüestionar-se el valor que li dona en Sesshomaru. Decideix posar-se a prova mirant de robar la Tessaiga de l'Inuyasha. Primerament, hi envia un dimoni que creï boira i robi les armes de tot el grup enmig de la confusió. El dimoni roba les armes de tothom tret de la Tessaiga. Llavors en Jaken posa en marxa un segon pla, es disfressa de ferrer i s'ofereix a esmolar-los les eines.                                                                               |                      | |                         |                          |
| 80 | 26                   | En Sesshomaru i el rapte de la Rin Sesshōmaru to Sarawareta Rin (殺生丸とさらわれたりん)                            | 29 de juliol de 2002    | 16 de novembre de 2005   |
| La Kagura ha segrestat la Rin i en Jaken corre a explicar-ho a en Sesshomaru, just quan se li apareix en Naraku per dir-li que li tornarà la Rin amb la condició que mati l'Inuyasha. En Sesshomaru, que ja està fart d'en Naraku, l'ataca i descobreix que només era un ninot. Més tard, en Sesshomaru localitza el castell d'en Naraku i li diu que no l'atacarà només per una nena humana. |                      | |                         |                          |
| 81 | 27                   | Es perd la pista d'en Naraku Tachikireru Naraku no Yukue (断ち切れる奈落の行方)                                     | 5 d'agost de 2002       | 17 de novembre de 2005   |
| En Sesshomaru i l'Inuyasha s'alien contra en Naraku, que mira d'absorbir-los per fer-se més fort. |                      | |                         |                          |
| 82 | 28                   | Entre el temps modern i l'Edat Mitjana Gendai to Sengoku no Hazama (現代と戦国のはざま)                             | 12 d'agost de 2002      | 18 de novembre de 2005   |
| El grup se'n torna al poble de la Kaede. Un cop allà, la Kagome torna al Tòquio modern i se'n va a l'escola, on li diuen que aviat hi haurà un examen de matemàtiques. Convida les seves amigues al WacDnalds per subornar-les i demana'ls-hi els apunts per poder estudiar, però totes les fotocopiadores que troba o estan espatllades o tenen molta gent fent cua. Llavors arriba l'Inuyasha al món modern per endur-se-la, però la Kagome s'hi ha de quedar per estudiar i passar l'examen.                             |                      | |                         |                          |

### Quarta Temporada: episodis 83–110
Els openings d'aquesta temporada són «Owarinai Yume» (終わりない夢) de la cantant Nanase Aikawa pels episodis 83 a 95 i el quart opening: "Grip!" de Every Little Thing pels episodis 96 al 110. Els endings són «Every Heart (Minna no Kimochi)» ((Every Heart -ミンナノキモチ-)) de BoA pels episodis 83 al 85, i el cinquè ending «Shinjitsu no Uta» (真実の詩) de Do As Infinity durant els episodis 86 al 108. El sisè ending és «Itazura na Kiss» (イタズラなKISS) de Day After Tomorrow els episodis 109 al 110.
| Núm. total | Núm. de la temporada | Títol | Data d'emissió original | Data d'emissió en català |
| --- | -------------------- | --- | ----------------------- | ------------------------ |
| 83 | 1                    | La noia del clan dels llops i una promesa sota l'iris de la lluna Onna Yōrōzoku to Gekkō no Yakusoku (女妖狼族と月虹の約束)            | 19 d'agost de 2002      | 21 de novembre de 2005   |
| Mentre en Koga continua el seu viatge per venjar-se d'en Naraku per haver mort la seva tribu, l'ataca un grup de llops blancs dirigits per una dimoni llop molt maca que es diu Ayame. Quan ell li pregunta per què l'ataca, ella li respon que ha baixat de les muntanyes expressament perquè ja és hora que ell compleixi la seva promesa i s'hi casi. En Koga, abans de fugir, li diu a l'Ayame que no recorda haver fet mai cap promesa així, i que ja està promès amb una altra noia que es diu Kagome.                |                      | |                         |                          |
| 84 | 2                    | Embolic de promeses Chōsoku no Hanayome Kōho (超速の花嫁候補)                                                                          | 26 d'agost de 2002      | 22 de novembre de 2005   |
| En Koga lluita contra el dimoni dels cabells, que se l'acaba empassant juntament amb l'Ayame. Al final aconsegueix derrotar-lo donant una puntada de peu des de dins. Quan retorna amb la Kagome, ella li retreu que no se'n recordi de la promesa que li va fer a l'Ayame. Ell, admet recordar-se'n però diu que l'Ayame era molt petita llavors. El capítol s'acaba amb l'Ayame dient que mai oblidarà que en Koga la va salvar.                                                                                          |                      | |                         |                          |
| 85 | 3                    | El castell del cap del dimoni, el cau de l'ànima maligna Jaki ga Michiru Oni no Kubi Jō (邪気が満ちる鬼の首城)                         | 2 de setembre de 2002   | 23 de novembre de 2005   |
| Mentre l'Inuyasha i els altres continuen el seu viatge a la recerca d'en Naraku, es troben amb una vella que lluita contra un dimoni mostela. La vella diu que és una exterminadora de dimonis retirada, però que com que els dimonis últimament es comportaven d'una manera estranya, ara ha tornat a l'acció per mirar de posar una mica d'ordre. L'Inuyasha en desconfia i pensa que és una farsant perquè no pot detectar l'energia maligna ni els gasos tòxics.                                                        |                      | |                         |                          |
| 86 | 4                    | El secret de la senyoreta del castell Yorishiro no Hime no Himitsu (依り代の姫の秘密)                                                  | 9 de setembre de 2002   | 25 de novembre de 2005   |
| En Miroku es troba paralitzat i només li queda l'esperança d'enfrontar-se amb el senyor del castell, a qui el cap de dimoni ha manipulat i ha convertit en un altre dimoni. Les coses pinten malament, però la Sango està preocupada (més o menys) i, juntament amb la vella exorcista, arriba just a temps per salvar-lo. Mentrestant, l'Inuyasha mira de matar el senyor, però l'altre fa servir una dona humana d'escut i no para d'atacar. L'Inuyasha s'adona que només és un esquer.                                   |                      | |                         |                          |
| 87 | 5                    | El viatge solitari de la Kikyo Meguru Kikyō no Kodoku na Tabiji (めぐる桔梗の孤独な旅路)                                               | 16 de setembre de 2002  | 28 de novembre de 2005   |
| La Kikyo es troba amb un home gran que, 50 anys enrere, havia format part del grup de bandits de l'Onigumo. L'Onigumo i ell havien planejat robar a la Kikyo l'Esfera dels Quatre Esperits. Però l'Onigumo el va trair i ell se'n va venjar calant-li foc a l'amagatall. Al final resulta que aquest lladre es mantenia viu gràcies a un fragment de l'Esfera. La Kikyo l'ajuda a desempallegar-se d'un dimoni, i llavors ell li dona el fragment de l'Esfera i es mor.                                                     |                      | |                         |                          |
| 88 | 6                    | Els tres missatgers del déu dels micos Sarugamisama no San Seirei (猿神さまの三精霊)                                                   | 14 d'octubre de 2002    | 29 de novembre de 2005   |
| La Kagome i els altres passen per un poblet i s'adonen que algú l'ha destruït. La gent del poble els diu que ho ha fet el déu mico i que l'Inuyasha, "el déu gos", els ha d'ajudar. Resulta que uns dimonis mico entremaliats busquen l'esperit del seu déu mico, que es troba tancat en una pedra que s'ha perdut. Els micos fins i tot arriben a lligar l'Inuyasha a dos pedrots enormes. Al final aconsegueixen trobar el déu mico i tot acaba bé.                                                                       |                      | |                         |                          |
| 89 | 7                    | La visita dels dos nòvios Aitsu to Kare Omimai Taiketsu (アイツと彼のお見舞い対決)                                                     | 21 d'octubre de 2002    | 30 de novembre de 2005   |
| La Kagome torna a casa amb un constipat terrible, i les seves amigues de l'escola la venen a veure. A part de les amigues, també hi va en Hojo, de la mateixa manera que el seu "competidor", l'Inuyasha. |                      | |                         |                          |
| 90 | 8                    | En Sota declara el seu amor Omoikitta Sōta no Kokuhaku (思いきった草太の告白)                                                          | 28 d'octubre de 2002    | 1 de desembre de 2005    |
| L'estada de l'Inuyasha al present continua, i l'Inuyasha va, amb la Kagome, per primera vegada en un supermercat. Pel camí de tornada, es troben amb en Sota i veuen que li agrada una nena de la seva classe, que és el seu primer amor. Però així que la Kagome tiba l'Inuyasha cap allà per ajudar en Sota ja s'ensuma que tot acabarà com el rosari de l'aurora. I dit i fet, perquè el pla de la Kagome falla estrepitosament, però curiosament l'Inuyasha aconsegueix ajudar en Sota.                                 |                      | |                         |                          |
| 91 | 9                    | El predicador sospitós i la Kuroro Ayashii Kitōshi to Kuroi Kirara (怪しい祈祷師と黒い雲母)                                            | 4 de novembre de 2002   | 2 de desembre de 2005    |
| La Kuroro, que forma part de l'espècie de la Kirara (tot i que amb més taques negres), abans vivia en un poblet. La consideraven un ésser molt intel·ligent que ajudava la gent del poble exterminant-ne totes les rates i els ratolins. Però un dia va arribar un espiritista i va dir que els gats de dues cues portaven mala sort. Llavors la gent va començar a perseguir la Kuroro fins que la van fer fora del poble.                                                                                                 |                      | |                         |                          |
| 92 | 10                   | Els desitjos dels éssers ressuscitats Fukkatsu Shita Monotachi no Yabō (復活した者たちの野望)                                          | 18 de novembre de 2002  | 5 de desembre de 2005    |
| La Kikyo es troba amb una noia mig morta i la fa tornar a la vida. Però aviat uns guerrers de fang sense ànima l'ataquen. Per sort, la salva l'Inuyasha, que arriba atret per l'olor de les mateixes herbes que va fer servir la bruixa Urasue per ressuscitar la Kikyo. Els nostres amics descobreixen més tard que la noia és una morta vivent, com la Kikyo. |                      | |                         |                          |
| 93 | 11                   | Apareix un misteriós bonze faldiller Shutsubotsu Suru Nazo no Sukebe Hōshi (出没する謎の助平法師)                                      | 25 de novembre de 2002  | 6 de desembre de 2005    |
| Aquesta història probablement no sembla nova. Els nostres herois viatgen pel camp, exterminen dimonis i veuen com en Miroku torna a estafar la gent d'un poblet de la zona per poder-hi passar la nit. Aquest cop, però, resulta que en Miroku ja hi havia anat i ell sense saber-ho! Abans de res, decideixen fugir corrents dels homes del poble, que semblen més empipats del compte. |                      | |                         |                          |
| 94 | 12                   | El creador de l'esfera dels quatre esperits (1ª part) Shikon no Tama o Tsukuru Mono (Zenpen) (四魂の玉を造る者 前編)                   | 2 de desembre de 2002   | 7 de desembre de 2005    |
| L'Inuyasha i els altres troben un dimoni que fa servir una Esfera dels Quatre Esperits falsa. Gràcies a l'ajut d'un savi, descobreixen com i per què. |                      | |                         |                          |
| 95 | 13                   | El creador de l'esfera dels quatre esperits (2ª part) Shikon no Tama o Tsukuru Mono (Kōhen) (四魂の玉を造る者 後編)                    | 9 de desembre de 2002   | 8 de desembre de 2005    |
| L'Inuyasha s'ha d'enfrontar amb un semidimoni que ha guanyat poder només gràcies a una dotzena d'Esferes falses, mentre els seus amics es troben empresonats, en cos i ànima, a les baves del dimoni gripau, que els ha de sacrificar per crear una segona Esfera dels Quatre Esperits. |                      | |                         |                          |
| 96 | 14                   | En Jaken es posa malalt Byōki ni Natta Ano Jaken (病気になったあの邪見)                                                                | 13 de gener de 2003     | 9 de desembre de 2005    |
| En Sesshomaru, en Jaken i la Rin van caminant pel bosc. La Rin se'n va a buscar menjar, i, mentre cull bolets, un dimoni surt a atacar-la. En Sesshomaru apareix i li talla una mà, que es converteix immediatament en un miler d'insectes verinosos. En Sesshomaru diu a en Jaken que vagi a buscar-ne el niu i que el destrueixi. En Jaken mira de matar tots els insectes, però aviat el superen. En Sesshomaru torna a aparèixer i salva en Jaken i la Rin.                                                             |                      | |                         |                          |
| 97 | 15                   | La Kirara no torna Kaette Konai Kirara (帰ってこない雲母)                                                                              | 20 de gener de 2003     | 12 de desembre de 2005   |
| Tot d'una, els nostres amics s'adonen que la Kirara no hi és i no ho entenen. En Shippo salta i diu que sap per què se n'ha anat la Kirara, perquè ningú li fa cas. En Shippo comença una ronda d'acusacions força encertades, i al final tots reconeixen que han estat egoistes, la Kagome fins i tot admet un parell de defectes més. |                      | |                         |                          |
| 98 | 16                   | La Kikyo i la Kagome soles dins una cova Dōkutsu ni wa Kikyō to Kagome no Futari Dake (洞窟には桔梗とかごめの二人だけ)                 | 27 de gener de 2003     | 13 de desembre de 2005   |
| La Kagome i l'Inuyasha tornen a barallar-se, i la Kagome s'enfada tant que marxa furiosa. Es posa a caminar pel bosc i troba una cova. Sent que algú crida des de l'interior de la cova i hi entra per investigar. Però just després d'entrar-hi, l'entrada de la cova es tanca. Es posa a caminar i es troba amb la Kikyo, que està estirada a terra i no es pot bellugar. La Kikyo li explica que la cova atrapa sacerdotesses i en consumeix els poders.                                                                 |                      | |                         |                          |
| 99 | 17                   | En Koga i en Sesshomaru, una trobada perillosa Sesshōmaru to Kōga Kiken Sōgū (鋼牙と殺生丸 危険な遭遇)                                 | 3 de febrer de 2003     | 14 de desembre de 2005   |
| Els dos companys de viatge d'en Koga es troben amb en Jaken i la Rin mentre pescaven en un riu. Així que arriba en Sesshomaru, els dos dimonis llop fugen, i es troben amb en Koga, que torna a lluitar contra l'Inuyasha per la Kagome. La Kagome els explica que pensa que en Sesshomaru no dubtaria a matar qualsevol enemic seu, i miren d'aturar el seu amic Koga quan ell insisteix a anar cap al riu. Però no se'n surten, i se'n van ofesos.                                                                        |                      | |                         |                          |
| 100 | 18                   | La veritat dels malsons: la lluita en el bosc de les angoixes Akumu no Shinjitsu Nageki no Muri no Tatakai (悪夢の真実 嘆きの森の戦い) | 10 de febrer de 2003    | 15 de desembre de 2005   |
| L'Inuyasha i la colla van vagant pel món com sempre, però tot d'una l'Inuyasha detecta una olor que li resulta familiar. Descobreixen que es tracta del cap dels dimonis arna, que pretén cruspir-se'ls. Els fica a tots en capolls i, a sobre, fa que tinguin malsons d'allò que més por els fa al món. En Miroku somnia la mort del seu pare i que la seva s'acosta. La Sango somnia en Kohaku, que torna a matar-los a tots un altre cop.                                                                                |                      | |                         |                          |
| 101 | 19                   | La neu tardana després de set anys Are Kara Shichinen Me no Nagori Yuki (あれから七年目のなごり雪)                                     | 17 de febrer de 2003    | 16 de desembre de 2005   |
| En Miroku s'assabenta que hi ha una donzella de les neus, encarnada en el cos d'una noia jove, que es dedica a atemorir els homes del poble, i decideix marxar tot sol a investigar-ho. Malauradament, només aconsegueix caure en un parany. Els altres miren de vèncer la donzella i un dimoni de les neus que ha invocat, però les coses no pinten gaire bé. L'Inuyasha finalment aconsegueix travessar el sostre de la construcció on hi ha tancat en Miroku, que estava encantat, i aconsegueix trencar-ne l'encanteri. |                      | |                         |                          |
| 102 | 20                   | El fantasma ataca el clan dels llops Bōrei ni Ozowareta Yōrōzoku (亡霊に襲われた妖狼族)                                                | 24 de febrer de 2003    | 19 de desembre de 2005   |
| Un espectre molt poderós sorgeix als territoris del nord-est, i l'Ayame i la seva tribu de llops es veuen obligats a marxar. En Koga aviat entra en acció per venjar els seus companys morts. |                      | |                         |                          |
| 103 | 21                   | L'escamot dels set ressuscitats terribles Yomigaetta Shichinintai (よみがえった七人隊)                                                 | 3 de març de 2003       | 20 de desembre de 2005   |
| L'Inuyasha i tota la colla s'assabenten de l'existència d'un grup de set esperits que abans havien estat mercenaris, però que havien estat executats pel seu comportament inhumà. Tan bon punt la Kagome detecta la presència d'un fragment de l'Esfera dels Quatre Esperits, la Sango se'n va corrents tota sola i troba el seu germà perdut, en Kohaku, que encara continua sota el control d'en Naraku. Mentrestant, l'Inuyasha es troba amb un dels malvats d'aquella banda de mercenaris morts, en Jakotsu.            |                      | |                         |                          |
| 104 | 22                   | S'acosta l'emmetzinador Mukotsu Shinobiyoru Doku Tsukai Mukotsu (しのびよる毒使い 霧骨)                                                | 10 de març de 2003      | 21 de desembre de 2005   |
| L'Inuyasha persegueix en Jakotsu. Mentrestant, en Mukotsu, que fa servir verí contra les seves víctimes, ataca la Kagome. En Miroku i la Sango també s'han enverinat. Però, contra tot pronòstic, en Sesshomaru, que vol parlar amb l'Inuyasha, salva el nostre grup d'herois. |                      | |                         |                          |
| 105 | 23                   | El sinistre guerrer d'acer Bukimi na Hagane no Jūsōbi (不気味な鋼の重装備)                                                             | 17 de març de 2003      | 27 d'octubre de 2006     |
| Un verí mortal amenaça la vida dels amics de l'Inuyasha, i ara un dimoni anomenat Ginkotsu el busca per exterminar-lo. L'Inuyasha porta la Kagome, en Miroku i la Sango, gairebé moribunds a una cova, i deixa en Shippo vigilant-los. En Shippo els porta a un temple, i allà en Renkotsu els llança un encanteri. L'Inuyasha derrota el dimoni Ginkotsu i mentre el sol es pon corre a salvar la Kagome abans no la mati el verí.                                                                                         |                      | |                         |                          |
| 106 | 24                   | La Kagome, en Miroku i la Sango, en perill de mort! Kagome, Miroku, Sango, Zettai Zetsumei (かごめ、弥勒、珊瑚、絶体絶命)              | 14 d'abril de 2003      | 30 d'octubre de 2006     |
| L'Inuyasha arriba al temple, on la Kagome i els altres es troben sota la influència de l'encanteri d'en Renkotsu, que explica que és un membre de l'Escamot dels set fantasmes ressuscitats i cala foc al temple. En Myoga, que ha aparegut per allà, és a temps d'avisar en Shippo i la Kagome, que continuen lluitant entre la vida i la mort a causa del verí. L'Inuyasha acaba definitivament amb el dimoni Ginkotsu i es posa a buscar la Kagome entre les flames.                                                     |                      | |                         |                          |
| 107 | 25                   | L'Inuyasha mostra les seves llàgrimes per primera vegada Hajimete Miseru Inuyasha no Namida (初めてみせる犬夜叉の涙)                   | 21 d'abril de 2003      | 31 d'octubre de 2006     |
| L'Inuyasha intenta desesperadament que els seus amics sobrevisquin al verí. En Myoga ho aconsegueix, i l'Inuyasha s'emociona d'allò més. En Koga acusa l'Inuyasha de posar la vida de la Kagome en perill, i la cosa gairebé acaba en un duel. Mentrestant, la sacerdotessa Kikyo descobreix un dels fragments de l'Esfera dels quatre esperits en poder d'un metge misteriós. |                      | |                         |                          |
| 108 | 26                   | El secret de la llum immaculada! Kegarenaki Hikari no Himitsu (けがれなき光の秘密)                                                     | 28 d'abril de 2003      | 1 de novembre de 2006    |
| L'Inuyasha vol destruir la resta dels membres de l'Escamot dels set fantasmes ressuscitats. La Kikyo segueix el doctor Suikotsu i s'adona que és un home d'orígens malvats, però que actua sense cap malícia. L'Inuyasha s'enfronta amb el metge, i llavors apareixen tres altres dimonis. Quan, en plena lluita, l'Inuyasha queda atrapat entre els dimonis, el metge es transforma i adopta la seva horrible autèntica identitat.                                                                                         |                      | |                         |                          |
| 109 | 27                   | El pic boirós del Mont Hakurei! Kiri ni Kakureta Hakureizan e Mukae (霧に隠れた白霊山へ向かえ)                                         | 5 de maig de 2003       | 2 de novembre de 2006    |
| En Suikotsu, que ha revelat la seva forma demoníaca, lluita aferrissadament amb l'Inuyasha fins que un noi els interromp i li ordena que es torni a transformar en metge. Els dimonis creuen que el Mont Hakurei afebleix la força d'en Suikotsu, i es retiren per tornar-se a agrupar amb els altres membres de l'Escamot dels set fantasmes ressuscitats. L'Inuyasha viu un moment de tendresa amb la Kikyo i després li ha de donar explicacions a la Kagome.                                                            |                      | |                         |                          |
| 110 | 28                   | En Bankotsu, el cap de l'escamot dels set fantasmes ressuscitats Shichinintai no Shuryō Bankotsu Tōjō (七人隊の首領 蛮骨登場)          | 12 de maig de 2003      | 3 de novembre de 2006    |
| A l'Inuyasha i als seus amics els adverteixen que no s'acostin a un castell que han trobat perquè el Senyor de la fortalesa va executar els membres de l'Escamot dels set fantasmes ressuscitats fa molt temps. Ara els esperits malignes es volen venjar i reclamen que els tornin l'arma amb què els van matar. |                      | |                         |                          |

### Cinquena Temporada: episodis 111–138
Els openings d'aquesta temporada són "Grip!" de Every Little Thing pels episodis 111 al 127 i el cinquè opening és "One Day, One Dream" de Tackey & Tsubasa pels episodis 128 al 138. De l'episodi 111 al 127 es manté l'ending «Itazura na Kiss» (イタズラなKISS) de Day After Tomorrow per canviar després al setè ending "Come" de Namie Amuro pels episodis 128 al 138.
| Núm. total | Núm. de la temporada | Títol | Data d'emissió original | Data d'emissió en català |
| --- | -------------------- | --- | ----------------------- | ------------------------ |
| 111 | 1                    | Una topada violenta: L'espasa d'en Bankotsu contra la ferida del vent Gekitotsu! Banryū vs Kaze no Kizu! (激突! 蛮竜VS風の傷!)              | 19 de maig de 2003      | 6 de novembre de 2006    |
| A la muntanya de Hakurei, l'Inuyasha i els seus companys combaten aferrissadament contra l'Escamot dels set fantasmes ressuscitats. La Rin i en Jaken descobreixen en Kohaku darrere de la barrera sagrada de la muntanya. L'Escamot dels set es retira, però en Naraku apareix per lluitar amb l'Inuyasha. |                      | |                         |                          |
| 112 | 2                    | La barrera màgica de l'illa Hijiri Komen ni Ukabu Hijiri Jima Kekkai (湖面に浮かぶ聖島の結界)                                               | 26 de maig de 2003      | 7 de novembre de 2006    |
| El grup de l'Inuyasha investiga l'estrany simulacre d'en Naraku i acaba a l'illa Hijiri. Aquí es troben en Shintaro, el fill del cap del poble que vol arribar al temple del monjo Hakushin, al peu de la muntanya, per esbrinar per què el seu pare fa quinze dies que no torna. |                      | |                         |                          |
| 113 | 3                    | El misteri del Dokko i del cos del Buda! Seinaru Dokko to Sokushinbutsu no Nazo (聖なる独鈷と即身仏の謎)                                    | 2 de juny de 2003       | 8 de novembre de 2006    |
| Gràcies a en Miroku i en Shintaro, que van eliminar la barrera a l'illa Hijiri generada pel ceptre sagrat, l'Inuyasha pot utilitzar els poders de la Tessaiga, però en Bankotsu aconsegueix mantenir la lluita. |                      | |                         |                          |
| 114 | 4                    | La lluita en solitari d'en Koga Kōga no Kokō Naru Tatakai (鋼牙の孤高なる戦い)                                                              | 9 de juny de 2003       | 10 de novembre de 2006   |
| En Koga és atacat per en Renkotsu i en Ginkotsu, que fan servir la barrera pel seu avantatge, aconseguint ferir el dimoni llop a les cames. |                      | |                         |                          |
| 115 | 5                    | La llum negra que ens engoleix Suikomareru Kuroi Hikari (吸い込まれる黒い光)                                                                | 16 de juny de 2003      | 13 de novembre de 2006   |
| La Kikyō s'enfronta a en Bankotsu, que afirma que no té por de l'altra vida. En Suikotsu segresta la Rin i, un cop transformat en bona persona, la porta de tornada al seu poble. En Sesshomaru, que està lluitant contra en Jakotsu, decideix anar a rescatar-la |                      | |                         |                          |
| 116 | 6                    | El veritable rostre surt a la llum Sarakedasareta Shinjitsu no Kao (さらけだされた真実の顔)                                                 | 23 de juny de 2003      | 14 de novembre de 2006   |
| En Sesshomaru entra dins la barrera i s'enfronta a en Jakotsu. En Suikotsu amenaça de matar la Rin però la Kikyo el fereix amb una fletxa sagrada. Llavors en Suikotsu revela l’orígen de les seves personalitats i li demana a la Kikyo que li prengui el seu fragment de l’esfera, però en Jakotsu el mata i se n'apodera |                      | |                         |                          |
| 117 | 7                    | L'Inuyasha desapareix en un riu de flames Honō no Kawa ni Kieta Aitsu (炎の川に消えたアイツ)                                                | 30 de juny de 2003      | 15 de novembre de 2006   |
| En Renkotsu està decidit a apoderar-se dels fragments de l’esfera d'en Koga, així que llança oli al riu, prop de la cova on aquest s'està recuperant, i l'incendia perquè ningú pugui escapar. Un cop dins de la cova fa detonar dinamita en un atac suïcida. Mentrestant en Miroku i la Sango troben un túnel cap a l'interior de la muntanya, on la Kagura els està esperant. |                      | |                         |                          |
| 118 | 8                    | A les profunditats del Mont Hakurei Hakureizan no Oku no Oku (白霊山の奥の奥)                                                               | 7 de juliol de 2003     | 16 de novembre de 2006   |
| Un cop a l’interior del mont Hakurei en Miroku i la Sango són atacats per la Kagura amb un exèrcit de dimonis. La Sango perd el coneixement, i en Miroku utilitza el forat del vent empassant-se els dimonis i les vespes verinoses. Mentrestant, en Jakotsu dona el fragment de l’esfera a en Bankotsu; i l'Inuyasha és atacat per en Renkotsu, que l'empeny cap a la barrera, on perd la seva força demoníaca convertint-se en humà. |                      | |                         |                          |
| 119 | 9                    | Un sant diví i pervers Kōgōshii Akui no Seija (神々しい悪意の聖者)                                                                          | 14 de juliol de 2003    | 17 de novembre de 2006   |
| En Jakotsu persegueix l'Inuyasha mentre gaudeix torturant-lo. La Sango i en Miroku arriben al temple amagat de la muntanya Hakurei i troben el monjo Hakushin, que segueix mantenint la barrera sagrada malgrat el seu coneixement de la veritable naturalesa d’en Naraku. En Miroku utilitza el forat del vent debilitant la barrera del monjo. Gràcies a això l'Inuyasha recupera la seva força demoníaca. |                      | |                         |                          |
| 120 | 10                   | Rèquiem per a en Jakotsu Sayonara Jakotsu no Chinkonka (さよなら蛇骨の鎮魂歌)                                                               | 28 de juliol de 2003    | 20 de novembre de 2006   |
| L’Inuyasha derrota fàcilment en Jakotsu amb la Ferida del Vent. Aleshores, en Renkotsu treu el fragment d'esfera d'en Jakotsu, i surt de la muntanya. Allí en Bankotsu l'espera i el mata sense pietat, després d'acusar-lo d'haver traït els seus companys. La Kikyo troba el monjo Hakushin i aconsegueix calmar la seva ànima, permetent-li transcendir pacíficament. Així, la barrera màgica del mont Hakurei desapareix completament. |                      | |                         |                          |
| 121 | 11                   | El duel amb en Bankotsu, l'últim i el més poderós dels fantasmes ressuscitats Kessen! Saikyō saigo no Shichinintai (決戦！最強最後の七人隊) | 4 d'agost de 2003       | 21 de novembre de 2006   |
| L’Inuyasha i en Bankotsu comencen a lluitar. Immediatament es nota l'augment de la força d’aquest últim, gràcies als fragments de l'esfera que posseeix. Llavors en Bankotsu explica les seves trobades amb en Naraku. En Miroku i la Sango, després de veure la cara d'en Naraku, tornen a coincidir amb la Kagura, que els enfonsa en un barranc. La Kagome i en Koga es dirigeixen al mont Hakurei després de detectar l'aura d'en Naraku. |                      | |                         |                          |
| 122 | 12                   | La lluita a mort al Mont Hakurei Kyōretsu Banryū Hakureizan no Shitō (強烈蛮竜 白霊山の死闘)                                                | 11 d'agost de 2003      | 22 de novembre de 2006   |
| L’Inuyasha té problemes contra en Bankotsu. Quan sembla a punt de ser derrotat, treu hàbilment tres fragments del coll del seu oponent. Llavors en Bankotsu explica el pacte que va fer amb en Naraku, i activa l’espasa gràcies a la sang de mil dimonis i mil homes. Mentrestant, en Miroku i la Sango arriben al fons de la muntanya i allí, entre les carcasses de dimonis morts, troben unes estranyes masses informes de carn. En aquest punt s'activa tota la muntanya i Koga és absorbit pel terra. |                      | |                         |                          |
| 123 | 13                   | L'obscur renaixement d'en Naraku Kurayami no Saki ni Shinsei Naraku (暗闇の先に新生奈落)                                                    | 18 d'agost de 2003      | 24 de novembre de 2006   |
| Finalment en Naraku es mostra només amb la cara. Recull i fusiona tots els fragments de l’esfera revelant la seva transformació demoníaca completa. L'Inuyasha intenta atacar en Naraku amb la Ferida del Vent, però l'atac és absorbit i reflectit en diverses parts de la cova. La Kikyo s'adona que la Kagura marxa amagant alguna cosa. La Kagome nota la presència d'en Koga i amb una fletxa sagrada aconsegueix alliberar el dimoni llop de l'energia demoníaca. |                      | |                         |                          |
| 124 | 14                   | Adéu, bella Kikyo! Saraba Itoshiki Kikyō yo (さらば愛しき桔梗よ)                                                                            | 25 d'agost de 2003      | 27 de novembre de 2006   |
| La Kagome i els altres surten a la superfície, mentre l'Inuyasha s'afanya a rescatar en Koga del fons de la muntanya. Mentrestant, en Naraku va cap a la Kikyo. La sacerdotessa entén que la creació d'un cos més poderós no era l'únic objectiu de Naraku. Aquest colpeja la Kikyo, ja que ja no el frena el cor humà de l’Onigumo, que ara està en poder de Kagura; i li dona el cop final, fent-la caure en un riu d'àcid. En Sesshomaru ataca en Naraku però aquest fuig. L'Inuyasha arriba al lloc dels fets i s'assabenta de la mort de la Kikyo.                                                         |                      | |                         |                          |
| 125 | 15                   | La foscor del cor de la Kagome Kagome no Kokoro no Yami (かごめの心の闇)                                                                    | 1 de setembre de 2003   | 28 de novembre de 2006   |
| L'Inuyasha busca les restes de la Kikyo sense èxit. Els dimonis que van sortir del mont Hakurei van exterminant alguns pobles del voltant. La colla coneix un home que els informa que va trobar una sacerdotessa moribunda al seu camí i l'Inuyasha surt a buscar-la. Un grup de soldats captura la Kagome, en Miroku i la Sango. Al arribar al castell, descobreixen que es tracta d'una trampa de la Kagura i d'un nen que és la reencarnació d'en Naraku. Aquest últim busca la part fosca dins del cor de la Kagome.                                                                                       |                      | |                         |                          |
| 126 | 16                   | Converteix el dolor del teu cor en valor! Kokoro no Itami o Yūki ni Kaero (心の痛みを勇気にかえろ)                                          | 8 de setembre de 2003   | 29 de novembre de 2006   |
| En Shippo troba l'Inuyasha i li diu que els altres han estat fets presoners. Després de derrotar els soldats, l'Inuyasha s'adona que va ser enganyat. Mentrestant, el nen ordena a la Kagura que implanti un fragment contaminat de l'esfera a la Kagome, però aquesta recupera el control de la seva ment. L'Inuyasha i els altres arriben al lloc on estan i salven la Kagome. El nen explica que és la reencarnació del cor d'en Naraku. L'Inuyasha ataca amb la Ferida del Vent però el nen genera una barrera i fuig amb la Kagura.                                                                        |                      | |                         |                          |
| 127 | 17                   | No els bulliu! Són els terribles dimonis secs! Nichadame! Kyōfu no Himono Yōkai (煮ちゃダメ! 恐怖の干物妖怪)                                | 15 de setembre de 2003  | 30 de novembre de 2006   |
| La Kagome torna a casa per relaxar-se. Malauradament, a l'institut s'està organitzant una festival cultural i les seves amigues li suggereixen que sigui la substituta de diferents actuacions. El grup de l'Inuyasha es pregunta perquè en Naraku vol obtenir els ulls de la Kagome per trobar els fragments de l’esfera. De fet, en Naraku recorre a en Mimisenri per conèixer la ubicació dels últims fragments. Mentrestant, la Kagome ha de fer front als compromisos rebuts i als dimonis secs portats a la seva època.                                                                                   |                      | |                         |                          |
| 128 | 18                   | Guerra contra els dimonis secs a l'institut! Himono Yōkai to Gekitō Bunkasai (干物妖怪と激闘文化祭)                                         | 13 d'octubre de 2003    | 1 de desembre de 2006    |
| Els trossos de filaments de dimoni secs portats per la Kagome cobren vida, així que ella i l'Inuyasha els han de localitzar i destruir-los. Durant l'acte teatral en què interpreta a la protagonista, la Kagome es troba amb Inuyasha i un dels dimonis a l'escenari, així que ha d'improvisar per fer creure als espectadors que tot forma part de l'espectacle. Mentrestant en Mimisenri informa a en Naraku que l'últim fragment de l'esfera es troba a la frontera entre aquest i l'altre món. |                      | |                         |                          |
| 129 | 19                   | En Chokyukai i les esposes captives Chokyukai to Ryakudatsusareta Hanayome (猪九戒と略奪された花嫁)                                         | 20 d'octubre de 2003    | 4 de desembre de 2006    |
| Un jove anomenat Kisuke recorre a l'Inuyasha i els seus companys per demanar ajuda quan uns dimonis estan segrestant les noies del poble. Els dimonis, encapçalats per en Chokyukai, es presenten com a descendents dels protagonistes de la història Viatge a l'Oest. Utilitzant una diadema màgica, en Chokyukai segresta a la Kagome, però finalment es alliberada juntament amb la resta de noies. |                      | |                         |                          |
| 130 | 20                   | Rugeix, Shippo! La tècnica de la ferida del cor! Hoero Shippō Ōgi Kokoro no Kizu (吠えろ七宝奥義 心の傷!)                                   | 27 d'octubre de 2003    | 5 de desembre de 2006    |
| Mentre la colla s'atura en un poble per destruir un dimoni, diversos dimoni-guineu, que estan buscant els seus pares, confonen en Shippo amb un heroi, quan creuen que és seva la tècnica de la Ferida de vent de l'Inuyasha. |                      | |                         |                          |
| 131 | 21                   | La trampa de la pintura de la deessa Kannon! Kannon Kakejiku Noroi no Wana (観音掛け軸 呪いの罠)                                            | 3 de novembre de 2003   | 6 de desembre de 2006    |
| L'Inuyasha i els seus companys són avisats d'un grup de dones que llença un cadàver al riu. Mentre estan investigant, es troben amb un jove anomenat Shinnosuke que busca la seva dona perduda anomenada Wakana. Un cop al poble, la Sango segueix les dones cap al llac però és obligada a convertir-se en una dona-dimoni. Mentrestant en Shinnosuke es retroba amb la Wakana. |                      | |                         |                          |
| 132 | 22                   | La confessió més valenta d'en Miroku Miroku Hōshi no Mottomo Kiken na Kokuhaku (弥勒法師の最も危険な告白)                                   | 10 de novembre de 2003  | 7 de desembre de 2006    |
| Es descobreix que el dimoni que estava segellat en el rotlle és un dimoni-salamandra que s'ha despertat per la maldat d'en Naraku. L'Inuyasha s'hi enfronta i el derrota, mentre que en Miroku utilitza els seus sutres sagrats per treure la possessió a les dones. La Sango, que també està posseïda, lluita contra en Miroku i el fereix. Finalment aquest l'allibera de la possessió i li proposa casar-se quan acabi la batalla amb en Naraku. |                      | |                         |                          |
| 133 | 23                   | La dona que estimava en Sesshomaru (1ª part) Sesshōmaru o Aishita Onna (Zenpen) (犬夜叉スペシャル 殺生丸を愛した女)                         | 24 de novembre de 2003  | 8 de desembre de 2006    |
| L'Inuyasha i els seus companys passen per un poble on una monja anomenada Sara mor i deixa anar una energia maligna. Una Sara ressuscitada se li apareix a en Sesshomaru, recordant-li la seva trobada al castell d'Asano. Mentrestant, l'Inuyasha i els seus companys troben una dona que vol ser sacrificada a un dimoni marí per trencar una maledicció de vidre, de la qual en Miroku i la Sango en són víctimes. L'Inuyasha, la Kagome i en Shippo són portats a un santuari, on la Sara roba amb èxit la Tesaiga.                                                                                         |                      | |                         |                          |
| 134 | 24                   | La dona que estimava en Sesshomaru (2ª part) Sesshōmaru o Aishita Onna (Kōhen) (犬夜叉スペシャル 殺生丸を愛した女)                          | 24 de novembre de 2003  | 11 de desembre de 2006   |
| En Sesshomaru està decebut que la Sara hagi robat la Tesaiga a l'Inuyasha, que surt a perseguir-la. Llavors en Sesshomaru recorda que, quan estava ferit, la Sara li anava a fer companyia tocant la flauta. Quan arriba l'Inuyasha es descobreix que en realitat els dimonis s'han apoderat de l’esperit de la Sara i l'estan explotant per apoderar-se del poder demoníac d'en Sesshomaru. Aquest, malgrat les cremades, utilitza la Tesaiga per derrotar el dimoni principal i alliberar l'ànima de la Sara.                                                                                                 |                      | |                         |                          |
| 135 | 25                   | L'últim banquet del mestre d'en Miroku Miroku no Shishō Saigo no Utage (弥勒の師匠最後の宴)                                                 | 1 de desembre de 2003   | 12 de desembre de 2006   |
| A l'Inuyasha i als seus companys se’ls informa que en Mushin, el mestre d'en Miroku, s'està morint. Quan arriben, el mestre els fa fer diferents tasques com netejar el temple o tallar l'herba. L'últim desig es beure un sake especial fet en una muntanya sagrada. Quan hi arriben, es veuen influïts per la boira. Al tornar al temple descobreixen que tot ha sigut un malentès i el mestre està perfectament. |                      | |                         |                          |
| 136 | 26                   | L'aparició del grotesc fantasma invisible! Kaikitōmei Yōkai Arawaru Arawaru! (怪奇透明妖怪現る現る!)                                        | 8 de desembre de 2003   | 13 de desembre de 2006   |
| L'Inuyasha i els seus companys es retroben amb l'anciana exorcista de dimonis Haori, que els convenç d'ajudar-la a exterminar un dimoni invisible implicat en diferents robatoris. Dividits en dos grups, investiguen per separat. En Shippo aprèn una tècnica per fer-se invisible i, malgrat ser una tècnica temporal, serveix per capturar el dimoni. |                      | |                         |                          |
| 137 | 27                   | L'avantpassada es deia Kagome! Gosenzo-sama no Namae wa Kagome (ご先祖の名はかごめ)                                                         | 12 de gener de 2004     | 14 de desembre de 2006   |
| A la classe de la Kagome, en Hojo, mostra un arbre genealògic on hi ha un avantpassat seu que estava casat amb una dona anomenada Kagome. Mentrestant l'Akitoki, després de consultar la Kaede, viatja, juntament amb l'Inuyasha i els seus companys, a un temple per purificar l'aura demoníaca d'una espasa maleïda. Durant el viatge es veuen afectats per tot de fets estranys. L'Akitoki explica que ell posseeix l'espasa del Cel i hi ha una altra, anomenada espasa de la Terra i que si s'uneixen provocarà desgràcies. En Hoshiyomi, el cap dels dimonis ninja, la vol recuperar per unir-les de nou. |                      | |                         |                          |
| 138 | 28                   | La lluita per la supervivència al territori infestat de dimonis! Yōkai Sanga Futari no Sabaibaru (妖怪山河ふたりのサバイバル)               | 19 de gener de 2004     | 15 de desembre de 2006   |
| La Kagome i l'Akitoki se separen del grup mentre que l'Inuyasha s'enfronta a en Hoshiyomi, el mestre ninja, que ordena als seus homes que vagin a buscar l'espasa del Cel. Els servents d'en Hoshiyomi troben una foto que representa les amigues de la Kagome, i creen unes titelles per enganyar-la. La Kagome utilitza les seves fletxes sagrades per destruir-les, però finalment és segrestada. |                      | |                         |                          |

### Sisena Temporada: episodis 139–167
Els openings d'aquesta temporada són "One Day, One Dream" de Tackey & Tsubasa pels episodis 139 al 153 i el sisè opening: "Angelus" «ANGELUS -アンジェラス-» (Anjerasu) de Hitomi Shimatani durant els episodis 154 al 167. Continua l'ending "Come" de Namie Amuro els episodis 139 al 147, "Change the World" de V6 únicament per l'episodi 148, el vuitè ending "Brand-New World" de V6 pels episodis 149-166. Finalment l'últim episodi (167) té el primer ending: "My will" de Dream.
| Núm. total | Núm. de la temporada | Títol | Data d'emissió original | Data d'emissió en català |
| --- | -------------------- | --- | ----------------------- | ------------------------ |
| 139 | 1                    | El gran duel de la Cascada de la Boira! Shōun no Taki no Dai Kettō (昇雲の滝の大決闘)                                                                                  | 26 de gener de 2004     | 18 de desembre de 2006   |
| En Hoshiyomi manté captiva la Kagome, per unir l'espasa del Cel amb la de la Terra. Dispersats per la barrera de pentagrama que envolta el temple, el grup de l'Inuyasha, s'enfronta amb els quatre ninja per separat. Finalment en Miroku els derrota amb el Forat del Vent. En Hoshiyomi, després de revelar la seva tràgica relació amb una dona anomenada Tsukiyomi, reuneix les dues fulles creant la llança del Cel i la Terra. |                      | |                         |                          |
| 140 | 2                    | Un sentiment indestructible: la Llança del Cel i de la Terra Eien no Omoi Kenkon no Naginata (永遠の思い 乾坤の薙刀)                                                   | 2 de febrer de 2004     | 19 de desembre de 2006   |
| Amb la llança completa, en Hoshiyomi és pràcticament invencible. L'esperit de la Tsukiyomi torna i posseeix la Kagome per raonar amb el seu vell amant. Li explica que quan es va forjar la llança del Cel i de la Terra, el va haver de segellar per evitar la seva mala influència, però ella va morir abans de poder-lo alliberar. Malgrat les explicacions, en Hoshiyomi manté la seva decisió d'exterminar humans. Finalment el poden vèncer amb un atac combinat de l'Inuyasha i la Kagome, gràcies a l'Akitoki.                                            |                      | |                         |                          |
| 141 | 3                    | Entei, el dimoni cavall alliberat Tokihanatareta Yōba Entei (解き放たれた妖馬炎蹄)                                                                                     | 9 de febrer de 2004     | 20 de desembre de 2006   |
| Quan l'Inuyasha i els seus companys arriben a un poble, descobreixen que el sacerdot ha estat assassinat per la Kagura i el nen. Se'ls comenta que un altre monjo anomenat Shinsen va segellar el cavall demoníac Entei, i el seu mestre Rengokuki. Quan la Kagura i el nen intenten atacar en Shinsen, aquest talla el nen per la meitat abans de morir. La Kagura i la Kanna es queden cadascuna una de les parts. El caos es produeix quan es trenca el segell de l'Entei que s'enfronta amb l'Inuyasha.                                                       |                      | |                         |                          |
| 142 | 4                    | L'infatigable Entei i el terrible Hakudoshi Bōsō Entei to Senritsu no Hakudōshi (暴走炎蹄と戦慄の白童子)                                                               | 16 de febrer de 2004    | 21 de desembre de 2006   |
| La meitat del nen que estava custodiada per la Kagura es transforma en l'Hakudoshi, una nova encarnació d'en Naraku. El grup de l'Inuyasha segueix el rastre de l'Entei que allibera en Rengokuki, el seu genet. En Rengokuki vol casar-se amb la Kagura però en Hakudoshi el mata i l'Entei l'escull com el seu nou genet. En Hakudoshi informa a l'Inuyasha i als altres que és el fill d'en Naraku i de l’existència de l'últim fragment de l'esfera. La Kagome és atacada per un dimoni sense cap, i el grup dedueix que en Hakudoshi és el responsable.      |                      | |                         |                          |
| 143 | 5                    | Tres mil llegües a la recerca del pare! Chichi o Tazunete San Senri (父を訪ねて三千里)                                                                                 | 23 de febrer de 2004    | 22 de desembre de 2006   |
| El grup de l'Inuyasha coneix la Kanta, un dimoni llúdria que busca el cos del seu pare. En Hakudoshi talla els caps dels dimonis perquè triguen més a morir i així és capaç de mirar la frontera de l'inframón durant més temps. La Kanta i els altres troben el cos del seu pare, ara mort. En Shippo demana a en Sesshomaru, present allà, que utilitzi la seva espasa per retornar a la vida el dimoni llúdria . Aquest explica la visió de l'inframón i l'Inuyasha dedueix que és on està la tomba del seu pare.                                              |                      | |                         |                          |
| 144 | 6                    | En Hosenki i l'últim fragment de l'Esfera Hōsenki to Saigo no Kakera (宝仙鬼と最後のかけら)                                                                            | 1 de març de 2004       | 25 de desembre de 2006   |
| Per anar a la tomba del seu pare, l'Inuyasha va a veure en Myoga i en Totosai. Aquests l'informen que ha d'anar a veure en Hosenki per poder reutilitzar la perla negra. El grup es dirigeix cap al creador de perles Hosenki, però aquest ha mort de vellesa i el seu fill encara no és capaç de crear-ne de noves en poc temps. En Hakudoshi descobreix que hi ha una entrada a l'inframon a través de la muntanya del País del Foc i envia la Kagura per informar el grup.                                                                                     |                      | |                         |                          |
| 145 | 7                    | Els terribles guardians de la porta de l'altre món Ano Yo to no Sakai ni Iyō na Monban (あの世との境に異様な門番)                                                      | 8 de març de 2004       | 26 de desembre de 2006   |
| L'Inuyasha i els seus companys es dirigeixen cap a la Muntanya del País del Foc. Després d'entrar a una cova, troben en Gozu i en Mezu, les estàtues gegants de pedra que guarden la porta de l'Inframón. Com que són criatures de l'altra món, no els poden ferir. Llavors l'Inuyasha trenca les cadenes de la porta, però quan la Kagura intenta passar, el seu exèrcit de dimonis queda petrificat. Un cop tancada la porta i les estàtues convertides de nou en pedra, la Kagome els informa que ha detectat un fragment de l’esfera més enllà de la porta.   |                      | |                         |                          |
| 146 | 8                    | L'Abihime, la rabiüda lluitadora dels ocells! Kishōarai Toritsukai Abi-Hime (気性荒い鳥使い 阿毘姫)                                                                    | 15 de març de 2004      | 27 de desembre de 2006   |
| En Naraku arriba a un tracte amb l'Abihime, la senyora dels ocells demoníacs, que es dedica a recollir sang humana per curar la seva mare enverinada. El grup de l'Inuyasha troba diferents pobles que han estat atacats pels ocells de l'Abihime. Finalment s'hi enfronten i l’Inuyasha ataca l'Abihime, però aquesta es pot salvar gràcies al trident rebut d'en Naraku. El grup es pregunta quin benefici pot tenir en Naraku per xuclar sang humana per arribar a l’altre món.                                                                                |                      | |                         |                          |
| 147 | 9                    | La cançó d'amor d'abans de la trobada (1ª part) Meguriau Mae no Sadame no Koi Uta (Zenpen) (めぐり逢う前の運命恋歌)                                                    | 19 d'abril de 2004      | 29 de desembre de 2006   |
| En un flashback narrat per la Kaede s'explica el passat de l'Inuyasha i la Kikyo cinquanta anys abans. En Shako, l'avi de la Sango, troba l’esfera dels quatre esperits al costat de la tomba de Midoriko. Per poder purificar l’esfera, els exterminadors de dimonis la donen a la Kikyo. Després de conèixer l'Inuyasha, s'adona que ell vol tenir l’esfera per transformar-se d'un semidimoni a un dimoni complet. A poc a poc ella s'enamora d'ell i comença a establir-se un vincle entre tots dos.                                                          |                      | |                         |                          |
| 148 | 10                   | La cançó d'amor d'abans de la trobada (2ª part) Meguriau Mae no Sadame no Koi Uta (Kōhen) (めぐり逢う前の運命恋歌)                                                     | 19 d'abril de 2004      | 1 de gener de 2007       |
| En la segona part del flashback de la Kaede explica que la Kikyo cuida del bandoler Onigumo que està amagat dins una cova. Aquest és consumit per un estol de dimonis, transformant-se així en Naraku. Llavors ataca el poble i la Kikyo que es rescatada per l'Inuyasha. Aquest li promet que es convertirà en humà i es casarà amb ella. Però en Naraku enganya mutuamanent la Kikyo i l'Inuyasha contaminant així l'esfera. |                      | |                         |                          |
| 149 | 11                   | Una fletxa purificadora que encén la discòrdia Haran o Yobu Ippon no Yak (波乱を呼ぶ一本の矢)                                                                          | 26 d'abril de 2004      | 2 de gener de 2007       |
| La Kanna porta la seva meitat del nen a la princesa d'un castell que ha donat a llum un fill ja mort. El grup de l'Inuyasha troba els supervivents dels atacs de l'Abihime que es dirigeixen a veure el mestre Hijiri. Però en el camí són atacats per en Hakudoshi i la Kagura. En realitat només estan guanyant temps perquè l'Abihime ataqui la resta dels supervivents. Una fletxa disparada per en Hijiri destrueix la barrera d'en Hakudoshi que fuig però l'Inuyasha pot destruir l'Entei, el cavall demoníac.                                             |                      | |                         |                          |
| 150 | 12                   | Les llums que porten fins al mestre Seija o Michibiku Fushigi na Hikari (聖者を導く不思議な光)                                                                         | 3 de maig de 2004       | 3 de gener de 2007       |
| La possibilitat que la Kikyo estigui viva sorgeix després d'haver vist el dispar de la fletxa sagrada. Mentrestant el mestre Hijiri ajuda a uns vilatans atacats per l'Abihime. En Hakudoshi regenera el seu cos i la Kagura nota la seva manca de cor. La Kaede descobreix que la Kochou i l'Asuka visiten la tomba de la Kikyo. El grup de l'Inuyasha entra a la Muntanya Prohibida, amb l'esperança de trobar el mestre Hijiri, però troben els dimonis d'en Naraku. La Kagome creua una barrera i troba la Kikyo inconscient prop d'una cascada.              |                      | |                         |                          |
| 151 | 13                   | L'elecció instintiva de la Kagome! Kagome Honnō no Sentaku (かごめ 本能の選択)                                                                                         | 10 de maig de 2004      | 8 de gener de 2007       |
| La Kochou i l'Asuka, les dos servents de la Kikyo, expliquen a la Kagome que ella és la única que la pot salvar del verí d'en Naraku. La Kagome decideix salvar-la, entra a la cascada i li purifica la ferida, utilitzant terra de la seva tomba. Una Kikyo recuperada no li dona les gràcies a la Kagome i marxa abans que arribi l'Inuyasha. Quan arriba aquest, la Kagome està furiosa i s'enfronta al mig dimoni. |                      | |                         |                          |
| 152 | 14                   | Protegeix-lo i, després, emporta-te'l! Mamore Soshite Ubaitore! (守れそして奪い取れ!)                                                                                  | 17 de maig de 2004      | 9 de gener de 2007       |
| L'Abihime decideix trencar els llaços amb en Naraku i la seva mare l'aconsella que ataqui el castell que està sent sobrevolat pels seus dimonis. En Hakudoshi ordena a la Kagura que segueixi l'Abihime fins al castell. En Kohaku rep ordres d'en Naraku per protegir el nen. Quan els ocells dimoni ataquen el castell, l'Inuyasha s'enfronta de nou a l'Abihime. En Kohaku comença a recordar el seu passat, però rep noves ordres d'en Naraku. |                      | |                         |                          |
| 153 | 15                   | El destí d'un cruel retrobament Ummei wa Zankoku na Saikai (運命は残酷な再会)                                                                                          | 24 de maig de 2004      | 10 de gener de 2007      |
| En Kohaku, sota les ordres d'en Naraku, mata els soldats del castell. La Kanna s'emporta el nadó amb ella, després de recollir l'ànima de la noble. L'Abihime s'escapa després de recollir més sang humana. En Kohaku recupera els seus records quan es troba amb la Sango, però finalment fuig amb l'ajuda de la Kagura. La Sango s'adona que el nadó és el lligam entre en Naraku i el castell, al mateix temps la Kagura entén que l'altra meitat del nen conté el cor d'en Hakudoshi, o més aviat, el cor d'en Naraku.                                        |                      | |                         |                          |
| 154 | 16                   | El dimoni que uneix aquest món amb l'altre Ano Yo to Tsunagaru Yōkai (あの世とつながる妖怪)                                                                            | 31 de maig de 2004      | 11 de gener de 2007      |
| L'Inuyasha és convocat per la Kochou i l'Asuka per veure la Kikyo, que és conscient de les intencions d'en Naraku de creuar cap a l'Inframón. Li dona a l'Inuyasha una fletxa especial per a la Kagome, i li diu que l'ha de fer servir quan arribi el moment adequat. El grup de l'Inuyasha es dirigeix al niu dels ocells dimoni, on en Naraku s'enfronta a la Tekkei, la mare de l'Abihime, que el devora. Quan el grup arriba, en Naraku mata la Tekkei, des de l’interior, i després també a l'Abihime, i es prepara per obrir la frontera amb l'altre món.  |                      | |                         |                          |
| 155 | 17                   | El dimoni que guarda el fragment de l'Esfera dels quatre esperits Shikon no Kakera o Mamoru Oni (四魂のかけらを守る鬼)                                                 | 7 de juny de 2004       | 12 de gener de 2007      |
| L'Inuyasha i els seus amics arriben a l'Inframón, trobant la tomba del Gran Gos Dimoni. Mentrestant, en Sesshomaru arriba a prop del cadàver de la Tekkei, on el passatge s'ha tancat, i la Kagura li parla d'una altra entrada per accedir. El difunt Hosenki dispara tot de llances de diamant al grup des de la tomba, on es troba l'últim fragment de l'esfera. En Hosenki explica que segueix la voluntat del fragment i s'enfronta a l'Inuyasha. L'últim fragment comença a contaminar-se a causa de la presència del mal d'en Naraku.                      |                      | |                         |                          |
| 156 | 18                   | Combat davant de la tomba: En Sesshomaru contra l'Inuyasha Bozen Kessen! Sesshōmaru vs InuYasha (墓前決戦! 殺生丸vs犬夜叉)                                             | 14 de juny de 2004      | 15 de gener de 2007      |
| La Kagura li proporciona a en Sesshomaru una alternativa per entrar a l'Infern, a través de la porta on hi ha els guardians Gozu i Mezu. En Hosenki, debilitat per la lluita contra l’Inuyasha, s'enfronta a en Naraku que ha arribat per intentar agafar el darrer fragment de l'esfera. L'Inuyasha, que ha sobreviscut a la caiguda, torna a lluitar contra en Naraku, però no pot trencar-li la barrera. En Sesshomaru utilitza la seva espasa per passar per la porta de l'Inframón. Mentrestant, en Naraku aconsegueix l'últim fragment de l’esfera.         |                      | |                         |                          |
| 157 | 19                   | La ferida del diamant travessa en Naraku! Naraku o Tsuranuke Kongōsōha (奈落を貫け金剛槍破)                                                                            | 21 de juny de 2004      | 16 de gener de 2007      |
| En Sesshomaru ataca en Naraku però la seva barrera bloqueja tots els atacs. Mentrestant en Hosenki demana a l'Inuyasha que el colpegi per passar el seu poder demoníac a la Tessaiga. La lluita entre en Sesshomaru i en Naraku allibera verí que afecta tot el grup. L’Inuyasha salva els seus companys, enlloc d’atacar en Hosenki, i aconsegueix ferir en Naraku. La Kagome utilitza la fletxa de la Kikyo i recupera l’últim fragment de l’esfera, mentre que en Naraku es salva gràcies a en Hakudoshi.                                                      |                      | |                         |                          |
| 158 | 20                   | La gran estampida de dimonis rata Daibōsō Musū no Yūkai Nezumi (大暴走無数の妖怪ネズミ)                                                                                | 5 de juliol de 2004     | 17 de gener de 2007      |
| En Naraku ordena a en Hakudoshi i en Kohaku que localitzin la Kikyo. Per fer-ho, obren una caixa que allibera una plaga de dimonis rates. L'Inuyasha i els seus companys s'adonen que en Naraku va al darrere de la Kikyo. La sacerdotessa, però, utilitza un ritual que fa créixer un arbre especial que atrau les rates. En Kohaku es debat sobre si tancar la caixa, ja que això informaria a en Naraku que està recuperant els seus records. |                      | |                         |                          |
| 159 | 21                   | La decisió d'en Kohaku i el cor de la Sango Kohaku no Ketsui to Sango no Kokoro (琥珀の決意と珊瑚の心)                                                                 | 12 de juliol de 2004    | 18 de gener de 2007      |
| Quan arriba la Sango, sorpresa de veure el seu germà involucrat, comença a atacar-lo. En Hakudoshi debilita l'arbre creat per la Kikyo per evitar que es purifiquin les rates dimoni, però quan l'Inuyasha se li enfronta, fuig. Les rates intenten tornar a la capsa d'on han sortit. L'Inuyasha arriba a temps per destruir la capsa gràcies a la intervenció d'una fletxa de la Kikyo. Els dimonis rates desapareixen i en Kohaku marxa amb en Hakudoshi. La Sango abatuda pel que ha passat, entén que, malgrat tot, no pot odiar el seu germà.               |                      | |                         |                          |
| 160 | 22                   | El gamberro cagadubtes que porta la felicitat! Shiawase o Yobu Futamata Bōryoku Otoko (幸せを呼ぶフタマタ暴力男)                                                       | 26 de juliol de 2004    | 19 de gener de 2007      |
| La Kagome torna al present, encara reflexionant sobre la relació entre l'Inuyasha i la Kikyo. Quan arriba rep una bicicleta usada com a regal i l'Inuyasha la destrueix sense voler, fent enrabiar la noia. Les amigues de la Kagome tenen la intenció de conèixer el seu misteriós xicot, cosa que ella preveu que serà un desastre. Finalment les amigues es troben amb l'Inuyasha i tot va més bé del que la Kagome esperava. |                      | |                         |                          |
| 161 | 23                   | L'error del passat d'en Miroku Miroku-hōshi Mukashi no Ayamachi (弥勒法師昔のあやまち)                                                                                 | 2 d'agost de 2004       | 22 de gener de 2007      |
| En Miroku i els altres arriben a un poble on el monjo havia conegut una noia anomenada Shima. L'esperit del llac proper vol casar-se amb la noia, però ella li diu que està promesa amb en Miroku. Tota la situació fa que la Sango comenci a dubtar dels sentiments d'en Miroku cap a ella. El dimoni segresta la Shima, i després la Sango, però en Miroku utilitza el seu poder per derrotar-lo. La Shima revela que va mentir sobre estar promesa amb en Miroku, només per evitar casar-se amb el dimoni. Finalment la Sango i en Miroku es reconcilien.      |                      | |                         |                          |
| 162 | 24                   | Amb el senyor Sesshomaru per sempre! Sesshōmaru-sama to Eien ni Issho (殺生丸様と永遠に一緒)                                                                           | 9 d'agost de 2004       | 23 de gener de 2007      |
| A l'Inuyasha i als seus amics se'ls informa que un grup de monjos caçadors de dimonis, encapçalats per l'Ungai, està intentant localitzar uns nens segrestats pel dimoni Ongukuki. La Rin també és segrestada i portada a una cova amb els altres nens. L'Ungai i els seus monjos vencen a l'Ongukuki però no poden fer res quan arriba en Sesshomaru. La Rin li diu al monjo que prefereix quedar-se amb en Sesshomaru abans de tornar a viure amb els humans.                                                                                                   |                      | |                         |                          |
| 163 | 25                   | Kohaku, Sango i Kirara: El jardí secret Kohaku Sango Kirara: Himitsu no Hanazono (琥珀珊瑚雲母 秘密の花園)                                                             | 23 d'agost de 2004      | 24 de gener de 2007      |
| La Kirara va a visitar alguns llocs on emmagatzema els records de la infantesa d'en Kohaku i la Sango. Mentrestant, en Kohaku és allà per presentar els seus respectes als seus familiars. La Kirara aviat està envoltada per una colla de dimonis i en Kohaku la salva. La Sango es troba amb la Kagura, que li recorda que en Kohaku està lligat a en Naraku. Els dos germans gairebé es troben però en Kohaku decideix que encara no ha arribat el moment de tornar a abraçar la seva germana i fer-li saber que ha recuperat la memòria.                      |                      | |                         |                          |
| 164 | 26                   | L'enemic més poderós de tots: En Shippo i les crisàlides paràsites Saikyō no Teki, Yadori Sanagi Shippō (最強の敵 宿り蛹七宝)                                          | 30 d'agost de 2004      | 25 de gener de 2007      |
| En Naraku aconsegueix una joia misteriosa. Mentrestant l'Inuyasha i els seus amics purifiquen una deïtat guineu posseïda per un dimoni crisàlide paràsit. Un altre dimoni paràsit posseeix en Shippo, cosa que l'obliga a atacar els seus amics i la gent del poble amb la seva màgia. Finalment, l'Inuyasha aconsegueix alliberar en Shippo. El grup segueix el paràsit i en troben una gran multitud. Els destrueixen tots però creuen que en Naraku està darrere de tot això.                                                                                  |                      | |                         |                          |
| 165 | 27                   | La millor pista per acabar amb en Naraku! Naraku o Taosu Saidai no Tegakari (奈落を倒す最大の手がかり)                                                                 | 6 de setembre de 2004   | 26 de gener de 2007      |
| L'Inuyasha i els seus amics investiguen els paràsits crisàlides. Són informats per en Gakusaijin, un dimoni muntanya, que en Naraku li ha robat la pedra protectora que serveix per amagar el poder demoníac. La Kikyo és agafada per sorpresa per en Naraku, que pot amagar la seva aura demoníaca. L'Inuyasha arriba just a temps per allunyar en Naraku. Junts dedueixen que en Naraku vol amagar l'aura demoníaca del seu cor. En Hakudoshi crea una sèrie de dimonis per atacar el grup de l'Inuyasha. Finalment es troben amb l'últim dimoni, en Moryomaru. |                      | |                         |                          |
| 166 | 28                   | El llaç que ens uneix: El fragment de l'esfera dels quatre esperits (1ª part) Futari no Kizuna - Shikon no Kakera o Tsukae! Zenpen (二人の絆 四魂のかけらを使え! 前編) | 13 de setembre de 2004  | 29 de gener de 2007      |
| El dimoni muntanya Gakusaijin ha estat assassinat. El grup investiga un misteriós monjo anomenat Goryomaru amb un braç demoníac que fa que els seus guerrers-nens matin dimonis i recuperin els seus cadàvers. Quan arriben al seu temple, els nens confessen que van matar en Gakusaijin per accident. La Kagura, amb els seus dimonis, ataca el temple, però aquesta és ferida greument per en Goryomaru. En Sesshomaru la troba riu avall. En Naraku no li destrueix el cor amb l'esperança de posar una trampa a l'Inuyasha.                                  |                      | |                         |                          |
| 167 | 29                   | El llaç que ens uneix: El fragment de l'esfera dels quatre esperits (2ª part) Futari no Kizuna - Shikon no Kakera o Tsukae! Kōhen (二人の絆 四魂のかけらを使え! 後編)  | 13 de setembre de 2004  | 30 de gener de 2007      |
| En Hakudoshi mata en Goryomaru i marxa del temple. La Kagura i el grup de l'Inuyasha arriben a un gran dimoni de pedra. Allí els espera en Naraku amb la intenció de recollir l'últim fragment de l’esfera. El grup queda atrapat a l’estomac del dimoni. La Kikyo es troba amb la Kanna, que porta el nen, però no aconsegueix matar-lo perquè arriba en Moryomaru. L'Inuyasha uneix el fragment de l'esfera a l’espasa, i es transforma en dimoni. La Kagome, amb la seva abraçada, el purifica i finalment aconsegueixen sortir de la panxa del dimoni.        |                      | |                         |                          |

### InuYasha Kanketsu-Hen: episodis 168–193
Aquesta sèrie, tot i ser d'anys posteriors a la sèrie original actua de facto com a final de tot el conjunt, ja que adapta la part final del manga que no va adaptar la sèrie original. Consta d'un sol opening titulat «Kimi ga Inai Mirai» (君がいない未来) de Do As Infinity. "With you" de AAA és el primer ending (episodi 1 al 9). El segon ending és "Diamond" del grup Alan de l'episodi 10 al 17. El tercer i últim ending és «Tōi Michi no Saki de» (遠い道の先で, Al final d'aquest llarg camí) de la cantant Ai Takekawa de l'episodi 18 al 26.
| Núm. total | Núm. de la temporada | Títol | Data d'emissió original | Data d'emissió en català |
| --- | -------------------- | --- | ----------------------- | ------------------------ |
| 168 | 1                    | El cor d'en Naraku Naraku no Shinzō (奈落の心臓)                                                           | 3 d'octubre de 2009     | 5 de desembre de 2010    |
| En Hadukoshi planeja destruir en Naraku i ocupar el seu lloc, però abans ha d'esbrinar on s'amaga el seu cor. Per aconseguir-ho, roba els fragments de l'Esfera Sagrada de la Kagome i incita la Kagura a trair en Naraku. |                      | |                         |                          |
| 169 | 2                    | El vent de la Kagura Kagura no Kaze (神楽の風)                                                             | 10 d'octubre de 2009    | 5 de desembre de 2010    |
| La Kikyo explica a l'Inuyasha que necessita l'ànima de la sacerdotessa Midoriko per restaurar els seus poders i així aconseguir purificar l’esfera i derrotar en Naraku. Mentrestant, en Koga completa una sèrie de proves per aconseguir el Goraishi, un tresor del seu clan. En Naraku torna el cor a la Kagura però la fereix, deixant-la a la vora de la mort. En Sesshomaru lluita contra en Moryomaru, que ha adquirit l'armadura d'un dimoni tortuga anomenat Meioju. Finalment la Kagura acaba morint. |                      | |                         |                          |
| 170 | 3                    | Meido Zangetsuha Meidō Zangetsuha (冥道残月破)                                                             | 17 d'octubre de 2009    | 5 de desembre de 2010    |
| En Totosai li diu a en Sesshomaru que la seva espasa ara es pot tornar a convertir en una arma ofensiva. En un altre lloc, l'Inuyasha i els altres troben un hostal, on els dimonis intenten avançar de rang. En Shippo s'apunta a la prova i escala posicions molestant l'Inuyasha. En Shippo va al bosc on coneix la Mujina, una teixó-dimoni que absorbeix el poder de la Tessaiga amb una espasa. L'Inuyasha desemmascara la veritable identitat del dimoni i destrueix l'espasa. En Sesshomaru aprèn la tècnica Meido Zangetsuha, que crea un petit camí cap a l'Inframón.                                                                  |                      | |                         |                          |
| 171 | 4                    | La Tessaiga d'escates de drac Ryūrin no Tessaiga (竜鱗の鉄砕牙)                                            | 24 d'octubre de 2009    | 12 de desembre de 2010   |
| L'Inuyasha s'enfronta al dimoni Ryujin que vol aconseguir l'espasa Dakki, que pot absorbir energia demoníaca, creada pel ferrer Toshu. Aquest últim mata el dimoni, transferint el seu poder a l'espasa, i s'enfronta a l'Inuyasha. Finalment la Dakki es trenca i passa el seu poder a la Tessaiga. Mentrestant, en Byakuya, una nova encarnació d'en Naraku, vol recuperar els fragments de l’esfera que té en Koga. Aquest, amb l'ajuda de l'Inuyasha, s'enfronta a en Moryomaru. Entre els dos el fan fugir, però l'Inuyasha queda greument ferit.                                                                                           |                      | |                         |                          |
| 172 | 5                    | La prova del gran esperit sagrat demoníac Yōrei Taisei no Shiren (妖霊大聖の試練)                          | 31 d'octubre de 2009    | 12 de desembre de 2010   |
| En Kohaku s'uneix a la Kikyo i en Moryomaru devora els dimonis Kinka i Ginka per enfortir la seva armadura. En Sesshomaru intenta atacar en Moryomaru però en Byakuya l'ajuda a fugir per ordre d'en Naraku. En Totosai envia l'Inuyasha a veure un ermità demoníac perquè resolgui els seus problemes amb la Tessaiga. Per ajudar l'ermità ha de vèncer uns dimonis sense fer servir l'espasa. Per aconseguir-ho ha de localitzar els vòrtexs demoníacs. Finalment l'ermità li fa entendre a l'Inuyasha que la Tessaiga és una espasa que talla i que no està feta per absorbir energia.                                                        |                      | |                         |                          |
| 173 | 6                    | La fi d'en Moryomaru Mōryōmaru no Saigo (魍魎丸の最期)                                                     | 7 de novembre de 2009   | 12 de desembre de 2010   |
| En Naraku absorbeix un arbre demoníac anomenat Yomeiju. La Kikyo es creua amb en Koga però no el convenç que li entregui els fragments de l'esfera. L'Inuyasha i els seus amics descobreixen en Moryomaru i en Naraku lluitant. En Moryomaru absorbeix en Naraku i atrapa en Koga, per tal de robar-los els fragments. Però en Naraku, encara viu, mata en Moryomaru i absorbeix el nadó. En Koga s'allibera, i en Miroku intenta destruir el cor d'en Naraku amb el forat del vent fins que l'Inuyasha l'atura quan està a punt de morir per culpa del miasma.                                                                                  |                      | |                         |                          |
| 174 | 7                    | El Mausoleu del Mont Azusa Azusayama no Reibyō (梓山の霊廟)                                                | 14 de novembre de 2009  | 19 de desembre de 2010   |
| La Kikyo utilitza la força vital per purificar en Miroku, però no el pot curar del tot. En Naraku recupera l'ànima de l'Onigumo, guanyant les habilitats per utilitzar teranyines i comença a estendre les seves xarxes que afecten la Kikyo. L'Inuyasha i la Kagome també es veuen afectats. La Kikyo indica a la Kagome que vagi al mausoleu del mont Azusa per obtenir un arc sagrat per salvar-la, però l'esperit de la muntanya la posa a prova abans d'acceptar la noia. Mentrestant, en Byakuya ataca en Kohaku, però és salvat per en Sesshomaru.                                                                                        |                      | |                         |                          |
| 175 | 8                    | Entre les estrelles Hoshiboshi Kirameki no Aida ni (星々きらめきの間に)                                    | 21 de novembre de 2009  | 19 de desembre de 2010   |
| Després que l'Inuyasha salvi la Kagome, en Naraku captura la resta del grup, amb la intenció d'adquirir els dos fragments d'en Koga. Quan arriba l'Inuyasha talla el vòrtex demoníac que, combinat amb el poder purificador dels fragments d'en Koga, obre el cos d'en Naraku on hi ha l'esfera incompleta. En Koga aprofita per atacar-lo, però, quan en Naraku està a punt d’absorbir-lo, és salvat per en Miroku. La Kagome, amb l'ajuda de la Kikyo, localitza l'esfera i dispara una fletxa però no poden vèncer en Naraku que fuig. Finalment la Kikyo mor i desapareix per sempre.                                                        |                      | |                         |                          |
| 176 | 9                    | Sesshomaru a l'altre món Meikai no Sesshōmaru (冥界の殺生丸)                                               | 28 de novembre de 2009  | 19 de desembre de 2010   |
| Sense els fragments de l'esfera, en Koga deixa l'Inuyasha i els seus amics. Mentrestant, en Sesshomaru troba a la seva mare que vol ajudar-lo a completar la Meido Zangetsuha. Un cop arriben al seu castell, la mare convoca un gos del més enllà que porta en Kohaku i la Rin a l'inframón, així que Sesshomaru corre a salvar-los. Després de derrotar al guardià de l'inframón no aconsegueix reviure la Rin amb la Tenseiga, però finalment aconsegueix sortir. Finalment, la seva mare reviu la Rin i avisa en Kohaku que ell tampoc podrà ressuscitar amb la Tenseiga.                                                                    |                      | |                         |                          |
| 177 | 10                   | Flors amarades de tristesa Kanashimi ni Nureru Hana (悲しみに濡れる花)                                     | 5 de desembre de 2009   | 26 de desembre de 2010   |
| En Naraku s'adona que el punt de llum que la Kikyo va deixar a l'esfera amenaça la seva vida. L'Inuyasha i el seu grup arriben a un poble envoltat de flors on passen la nit. En realitat, la població està controlada pel Príncep de les Flors que és un dimoni que s'alimenta de la tristesa de la gent, fent-los sentir la felicitat abans de devorar-los. Després d'algunes vicissituds, l'Inuyasha i la Kagome aconsegueixen derrotar el dimoni. Mentrestant, la Kanna atrau l'Inuyasha i els seus amics a una trampa. |                      | |                         |                          |
| 178 | 11                   | La làpida de la Kanna Kanna no Bohyō (神無の墓標)                                                          | 12 de desembre de 2009  | 26 de desembre de 2010   |
| El grup s'amaga en una cova protegida per una barrera aixecada per en Miroku, però el dimoni mirall apareix i trenca la barrera amb la Tessaiga. L'Inuyasha es transforma en dimoni, però amb la ment clara, i ataca el dimoni. La Kanna absorbeix les ferides del dimoni mirall i li transfereix les seves forces. En Naraku ordena a la Kanna que es deixi explotar per arrossegar el grup, amb ella, fins a la mort, però l'intent fracassa. Durant l'explosió, un fragment perfora l'ull de la Kagome, i ella sent que la Kanna li diu que la llum destruirà en Naraku.                                                                      |                      | |                         |                          |
| 179 | 12                   | Els sentiments de la Sango, la decisió d'en Miroku Sango no Omoi, Miroku no Kakugo (珊瑚の想い 弥勒の覚悟) | 19 de desembre de 2009  | 2 de gener de 2011       |
| Mentre s'enfronten a uns dimonis recol·lectors d'ossos, el Hiraikotsu de la Sango es devorat per un dels dimonis i queda cobert de verí. En Myoga suggereix que el Mestre de les Pocions repari el Hiraikotsu. Aquest dissol l'arma en un gerra i la Sango, també dins del recipient, es veu obligada a calmar els dimonis del Hiraikotsu. Mentrestant, en Miroku beu un verí que li permet deixar de sentir el dolor causat pel miasma d'en Naraku. Finalment el Hiraikotsu queda reparat encara que el mestre diu que ha canviat d'alguna manera.                                                                                              |                      | |                         |                          |
| 180 | 13                   | El Meido Zangetsuha sencer Kanzen na Meidō (完全な冥道)                                                    | 26 de desembre de 2009  | 2 de gener de 2011       |
| En Sesshomaru s'enfronta a en Shishinki, que té un Meido Zangetsuha complet, afirmant que el seu pare li va robar la tècnica. Poc després, gràcies a en Myoga, es descobreix que el pare d'en Sesshomaru i l'Inuyasha va crear la Tenseiga dividint-la de la Tessaiga i hi va segellar el poder del Meido ja que l'Inuyasha, com a mig dimoni, no hauria estat capaç de completar-lo. Al final en Sesshomaru aconsegueix realitzar un Meido Zangetsuha complet massiu, derrotant en Shishinki. |                      | |                         |                          |
| 181 | 14                   | La persecució d'en Naraku Naraku no Tsuigeki (奈落の追撃)                                                  | 4 de gener de 2010      | 9 de gener de 2011       |
| En Totosai confirma que el pare d'en Sesshomaru li va donar la Tenseiga perquè el Meido Zangetsuha es pogués perfeccionar i després fer que la Tessaiga la reabsorbís. En Naraku persegueix en Kohaku, però s'assabenta que el fragment de l’esfera encara està purificat pel poder espiritual de Kikyo. El grup de l'Inuyasha arriba al lloc i es obstaculitzat per en Byakuya. La Sango ataca en Naraku amb el Hiraikotsu, que ara té la seva pròpia energia demoníaca, ferint-lo i fent-lo fugir. |                      | |                         |                          |
| 182 | 15                   | L'Autèntic hereu Seitōnaru Keishōsha (正統なる継承者)                                                      | 11 de gener de 2010     | 9 de gener de 2011       |
| En Sesshomaru rep el fragment del mirall de la Kanna per part d'en Byakuya. L'utilitza per fer que la Tenseiga reprodueixi els poders i les habilitats de la Tessaiga, i desafia a l'Inuyasha a una batalla. L'Inuyasha es troba en dificultats i en Sesshomaru li llança un Meido Zangetsuha que se l'empassa. Finalment la Tessaiga absorbeix la Tenseiga i l’Inuyasha domina el Meido Zangetsuha. En Sesshomaru accepta que el seu germà sigui l'hereu de l'espasa del seu pare. |                      | |                         |                          |
| 183 | 16                   | La barrera de la Hitomiko Hitomiko no kekkai (瞳子の結界)                                                  | 18 de gener de 2010     | 15 de gener de 2011      |
| En Naraku manipula la Hitomiko, una sacerdotessa amb poders espirituals que va conèixer fa quinze anys. Utilitzant l'esfera, la manté viva per controlar-la. La Hitomiko aconsegueix atrapar la Kagome a la seva barrera. La Kagome dispara a l'aranya d'en Naraku que controla la Hitomiko. La sacerdotessa, abans de tornar a morir, explica a la Kagome que només ha mostrat el seu veritable poder quan ha disparat la fletxa, ja que alguna cosa el manté tancat. |                      | |                         |                          |
| 184 | 17                   | La voluntat maligna d'en Magatsuhi Magatsuhi no Janen (曲霊の邪念)                                         | 25 de gener de 2010     | 16 de gener de 2011      |
| L'Inuyasha parla a la Kaede sobre el segell espiritual de la Kagome. La Kaede li diu que probablement és per culpa de la part maligne de l'esfera, en Magatsuhi, que té por. Mentrestant, en Naraku fa materialitzar en Magatsuhi, que es dirigeix a aconseguir el fragment d'en Kohaku. En Sesshomaru no el pot defensar i en Kohaku acaba contaminat. Amb l'arribada del grup de l'Inuyasha, els dos germans lluiten junts contra en Magatsuhi. Quan apareix en Totosai, el braç esquerre d'en Sesshomaru es restaura i empunya una nova espasa anomenada Bakusaiga, obligant a en Magatsuhi a fugir.                                          |                      | |                         |                          |
| 185 | 18                   | El gran dia Jinsei no Ichidaiji (人生の一大事)                                                             | 1 de febrer de 2010     | 16 de gener de 2011      |
| La Kagome es recupera després de perdre el coneixement en la batalla contra en Magatsuhi, però ha perdut els seus poders místics. Després que en Totosai fes una beina per la Bakusaiga, en Sesshomaru marxa per trobar en Magatsuhi. La Kagome decideix tornar a casa per fer els exàmens d'accés a l'institut. L'Inuyasha la visita, aconsellant-li que es quedi a casa fins que en Naraku sigui derrotat, però la noia no ho accepta. Ell li diu que la protegirà tota la vida. Al final la Kagome aprova el seu examen amb èxit. |                      | |                         |                          |
| 186 | 19                   | El fragment d'en Kohaku Kōhaku no Kakera (琥珀の欠片)                                                      | 8 de febrer de 2010     | 16 de gener de 2011      |
| En Magatsuhi posseeix en Kohaku. Durant la batalla, la Sango cau ferida, mentre que en Miroku inhala l'aura demoníaca d'en Magatsuhi, portant la ferida del miasma gairebé al cor. Mentrestant en Byakuya distreu en Sesshomaru amb il·lusions. La Kagome i l'Inuyasha persegueixen en Kohaku, arribant a un lloc on s'amaga en Naraku. En Magatsuhi explica que en Kohaku està revivint els fets del seu passat. Tanmateix, el fragment de llum de la Kikyo que queda al fragment ajuda a en Kohaku a reaccionar i expulsar en Magatsuhi. |                      | |                         |                          |
| 187 | 20                   | L'esfera completa Shikon no Tama ga Kansei suru Toki (四魂の玉が完成する時)                                | 15 de febrer de 2010    | 22 de gener de 2011      |
| En Sesshomaru destrueix els tentacles d’en Naraku i fa fugir en Magatsuhi. Llavors en Naraku amenaça la Kagome, obligant el grup de l'Inuyasha a lliurar l'últim fragment de l'esfera. En Kohaku clava una fletxa sagrada a l'espatlla d'en Naraku, destrossant-li l'armadura i obligant-lo a retirar-se. Mentrestant un fragment d'en Magatsuhi posseeix la Rin. Un tros de la carn d'en Naraku perfora el coll d'en Kohaku i agafa l'últim fragment de l’esfera que es completa. Afortunadament, en Kohaku ressuscita per la llum de la Kikyo.                                                                                                 |                      | |                         |                          |
| 188 | 21                   | A dins d'en Naraku Naraku no Tainai e (奈落の体内へ)                                                       | 22 de febrer de 2010    | 23 de gener de 2011      |
| La Kagome es gradua i ho celebra amb les seves amigues. Mentrestant en Naraku, amb l'esfera completa, transforma completament el seu cos, convertint-se en una aranya gegant. El grup de l'Inuyasha i en Sesshomaru, incloent Byakuya que estava fora, entren per la boca convidats pel seu antagonista. Llavors el cos de Naraku es converteix en el camp de la batalla final. Tot i que estan respirant el miasma, no els perjudica perquè l’esfera vol capturar les seves ànimes. L'Inuyasha es converteix en un dimoni complet i ataca la Kagome que cau per un penya-segat.                                                                 |                      | |                         |                          |
| 189 | 22                   | Naraku: la trampa de la foscor Naraku Yami no Wana (奈落 闇の罠)                                           | 1 de març de 2010       | 23 de gener de 2011      |
| En Miroku i la Sango tenen una visió que els mostra com va morir el pare del monjo. Arran d'un atac d'en Naraku, en Miroku es veu obligat a utilitzar el forat de vent, així que decideix separar-se de la Sango per evitar matar-la. L'Inuyasha recupera breument els seus sentits però en Naraku el torna a transformar amb el poder de l'esfera. La Rin es desperta i es troba amb l'Inuyasha que cau posseït per en Magatsuhi. Quan arriba en Sesshomaru comença a lluitar amb el seu germà. Quan la Kagome intenta recuperar la Tessaiga, l'Inuyasha s'allibera i en Sesshomaru aprofita per matar en Magatsuhi.                            |                      | |                         |                          |
| 190 | 23                   | En Naraku: la trampa de la llum Naraku Hikari no Wana (奈落 光の罠)                                        | 8 de març de 2010       | 23 de gener de 2011      |
| Amb la mort d'en Magatsuhi, la Kagome recupera els seus poders. En Byakuya envia il·lusions, una per enganyar en Miroku perquè utilitzi el forat de vent, i una altra perquè la Sango mati la Rin. L'Inuyasha arriba a temps per evitar que en Miroku obri el forat del vent. La fletxa sagrada de la Kagome colpeja en Naraku, destruint les il·lusions i abans que la Sango sacrifiqui la Rin. El cos d'en Naraku comença a omplir l'aire de miasma. En Byakuya utilitza una espasa sense fulla per absorbir el poder d'un Meido Zangetsuha llançat per l'Inuyasha. La Sango protegeix la Rin del miasma donant-li la seva màscara protectora. |                      | |                         |                          |
| 191 | 24                   | El desig incert d'en Naraku Naraku Hakanaki Nozomi (奈落 儚き望み)                                         | 15 de març de 2010      | 29 de gener de 2011      |
| La Sango absorbeix massa miasma i cau per un forat. En Miroku la segueix per salvar-la. En Naraku es prepara per absorbir completament l'esfera, però el seu cos comença a desintegrar-se. L'Inuyasha allibera un Meido Zangestuha, que pren la forma de fulles tallants. En Sesshomaru colpeja el cos d'en Naraku amb la Bakusaiga i la destrucció comença a estendre's ràpidament. L'Inuyasha mata en Byakuya després que aquest ataqués la Kagome. En Miroku, la Sango, en Shippo i la Kirara, juntament amb el grup d'en Sesshomaru, s'uneixen a l'Inuyasha i la Kagome en la batalla final contra en Naraku.                                |                      | |                         |                          |
| 192 | 25                   | Els pensaments fan curt Todokanu Omoi (届かぬ想い)                                                         | 22 de març de 2010      | 30 de gener de 2011      |
| En Naraku aconsegueix fusionar la seva ànima amb l'esfera i llança masses de miasma cada cop més perilloses. El cos d'en Naraku s'enfonsa però va caient sobre el poble de la Kaede. La Kagome perfora l'esfera amb una fletxa sagrada donant el cop fatal a la seva ànima. El forat de vent d'en Miroku desapareix. Un Meido apareix darrere de la Kagome i se l'empassa. Ella es desperta en un món sense records de l'Inuyasha. Mentrestant aquest surt a buscar-la. |                      | |                         |                          |
| 193 | 26                   | Cap al futur Ashita e (明日へ)                                                                             | 29 de març de 2010      | 30 de gener de 2011      |
| La Kagome, xuclada pel Meido, es troba en el no-res davant l'Esfera dels Quatre Esperits. Mentrestant, l'Inuyasha veu els dimonis de l'esfera lluitant amb la Midoriko. Expliquen que en el moment en què la Kagome expressi un desig, ella i en Naraku lluitaran per sempre dins de l'esfera. La Kagome demana que l'esfera ja no existeixi. Un cop acabat això, la Kagome torna a la seva època i l'Inuyasha a la seva. Passat tres anys, la Kagome ja s'ha graduat. Ara que està preparada el pou es reactiva i pot tornar a l'era Sengoku, amb l'Inuyasha, quedant-se a viure allí per sempre.                                               |                      | |                         |                          |